# Dordrecht

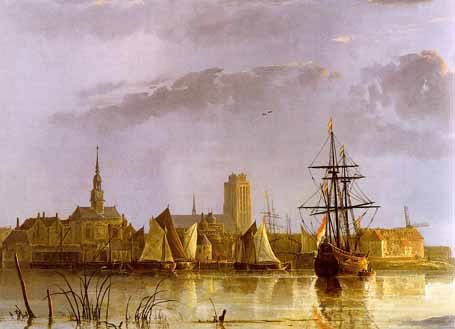
Scheepvaart bij Dordrecht in de 17e eeuw

Dordrecht (uitspraakⓘ) is met 122.070 inwoners (22 november 2024) de vijfde gemeente van de Nederlandse provincie Zuid-Holland. Dordrecht maakt deel uit van de grootstedelijke agglomeratie Drechtsteden die ongeveer 280.000 inwoners telt. De stad ligt op de plaats waar de Merwede zich splitst in de Noord en de Oude Maas. De gemeente Dordrecht omvat het gehele Eiland van Dordrecht. De bewoners van Dordrecht noemen hun stad veelal Dordt.
Dordrecht is de oudste stad van Holland en kent een lange geschiedenis. Dordrecht werd voor het eerst bij naam vermeld in een tekst uit de twaalfde eeuw, toen de nederzetting nog werd aangeduid als Thuredrech. Al vóór 1200 kreeg Dordrecht stadsrechten die in 1205 werden aangevuld en in 1220 door graaf Willem I met belangrijke artikelen werd uitgebreid. Vanaf die tijd ontwikkelde de stad zich als belangrijke handelsstad en stapelplaats en was het een van de zes grote steden van Holland. Er vond een levendige handel plaats in onder meer hout, graan en wijn. Tegen het eind van de middeleeuwen nam het belang van de stad af, en overvleugelden andere steden Dordrecht. De goed bewaarde 17e- en 18e-eeuwse huizen en gebouwen in de historische binnenstad aangevuld met wat er in de 19e eeuw nog werd gebouwd herinnert nog altijd aan dit rijke verleden. Uit de middeleeuwen is, behalve de ligging aan de Thuredrith, en enkele delen van gebouwen in de binnenstad, weinig bewaard gebleven.
Dordrecht kent meer dan 900 rijksmonumenten en zo'n 1000 gemeentelijke monumenten en twee beschermde stadsgezichten: de binnenstad en de 19e-eeuwse schil. Langs de oude binnenstadhavens staan historische koopmanshuizen. Bijzonder zijn de circa vijftig huizen met Dordtse gevel, een eigen geveltype dat in de 16e eeuw werd ontwikkeld als meesterproef van het metselaarsgilde. Het in de twintigste eeuw ontworpen Statenplein is het commerciële middelpunt van de stad. Dordrecht beschikt daarnaast over drie politiebureaus, twee brandweerkazernes, een ziekenhuis (Albert Schweitzer Ziekenhuis) en een gevangenis (Gevangenis Dordrecht).

## Geschiedenis
De stad ontstond rond het jaar 1000 als nederzetting bestaande uit een aantal buurtjes aan de rivier de Thuredrith in een klei-op-veengebied tussen de Merwede en de Maas. De Thuredrith was een verbinding tussen de rivier de Dubbel en de Merwede. Thuredrith is via Durthric in de loop der tijd veranderd in Dordrecht. De oudste vermelding van de stad dateert van rond 1120 toen in de Annalen van Egmond het sneuvelen van Graaf Dirk IV in 1049 'in Dordrecht' (apud Thuredrech) werd beschreven.
De Hollandse graaf Willem I bevestigde in 1220 de stadsrechten van Dordrecht, nadat rond 1195 en 1205 al eerdere keuren waren gegeven. De van oudsher concurrerende stad Geertruidenberg, die in 1213 marktrechten en wat andere vrijheden van de Hollandse graaf had gekregen, is dus ondanks claims van de Brabanders later stad geworden dan Dordrecht. Door haar strategische ligging en het verkrijgen van stapelrecht in 1299 en 1355 ontwikkelde de stad zich tot een belangrijke stapelplaats. Dordrecht verhandelde vooral wijn, hout en graan. In 1283 werd de Munt van Holland er gevestigd. Rond 1400 had de stad ruim 8000 inwoners, waarmee het de grootste en belangrijkste stad van het Graafschap Holland was.
In 1421 en 1424 kwam Dordrecht ten gevolge van de Sint-Elisabethsvloeden, waarbij grote delen van het achterland (Grote Waard) voorgoed verdronken, op een eiland te liggen. Later werd dit via inpoldering uitgebreid tot het huidige Eiland van Dordrecht, maar een groot stuk van het oostelijke deel van de Grote Waard, de Biesbos, is nooit meer ingepolderd en is een beschermd natuurgebied.

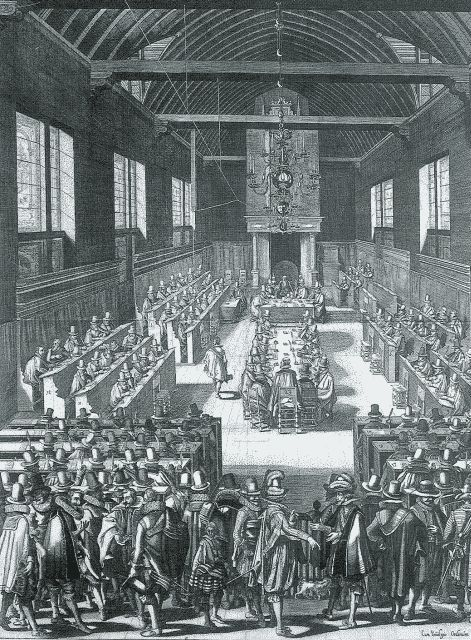
de Synode van Dordrecht (1618-1619)

In 1572 kwam te Dordrecht de Eerste Vrije Statenvergadering bijeen. Vertegenwoordigers van alle Hollandse steden erkenden stadhouder Willem I, prins van Oranje, en steunden met geld de opstand tegen de Spanjaarden. In 1618-1619 vond in Dordrecht, bolwerk van de reformatie, de Synode van Dordrecht plaats, waarbij de remonstranten tegenover de contraremonstranten stonden en waar het besluit viel tot de Bijbelvertaling die in 1637 de Statenbijbel zou opleveren, de eerste officiële vertaling in de Nederlandse taal.
Tijdens het Eerste Stadhouderloze Tijdperk (1650-1672) werd Johan de Witt, zoon van mr. Jacob de Witt, als raadspensionaris naar voren geschoven. Onder zijn leiding werd in 1654 vrede met Engeland gesloten waarbij de Akte van Seclusie werd opgenomen. Deze akte moest voorkomen dat de zoon van Willem II stadhouder zou worden. Op 20 augustus 1672 echter werden Johan en zijn broer Cornelis de Witt in Den Haag gelyncht. Willem III, verdacht van het complot, werd datzelfde jaar stadhouder.

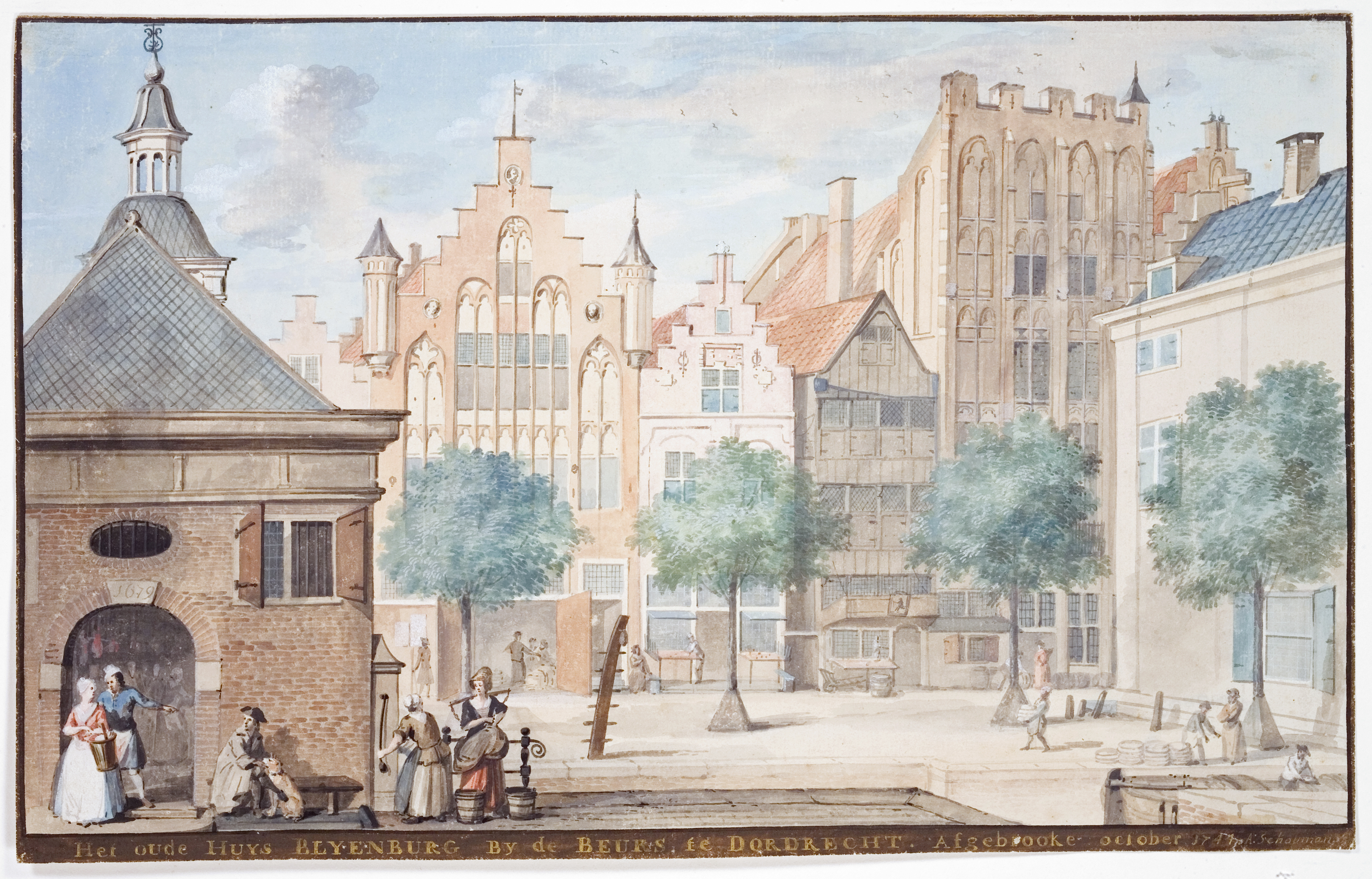
De Wijnstraat in 1745, door Aart Schouman

Dordrecht voerde een scherp anti-stadhouderlijke koers. Op 26 juli 1783 werd het exercitiegenootschap 'De Vrijheid' opgericht. De Patriotten wilden de oude vrijheid heroveren op de Oranjes. Nederland was immers al ruim tweehonderd jaar een republiek, erfopvolging hoorde daar niet in thuis. Al snel volgden meerdere steden. Stadhouder Willem V vluchtte uit Holland. Op 18 september 1787 echter capituleerde Dordrecht voor de troepen van de Pruisische koning Frederik Willem, de zwager van Willem V. De Oranjerestauratie werd met kracht ingezet en de democratische beweging weggevaagd. Willem V werd in zijn positie hersteld. In 1815 nam zijn zoon Willem I, voorheen Willem VI, de titel Koning der Nederlanden aan.
Vanaf de 18e eeuw werd Dordrecht binnen Holland overschaduwd door Rotterdam.
Door de eeuwen heen heeft Dordrecht een sleutelpositie ingenomen bij de verdediging van Holland, tot ver in de 20e eeuw was Dordrecht ook garnizoensstad. In de Benthienkazerne aan de Buiten Walevest langs de Oude Maas waren pontonniers gestationeerd. Tijdens de mobilisatie van augustus 1939 werden er ook infanteristen en artilleristen naar Dordrecht gestuurd om het eiland te verdedigen.
In mei 1940 gaf luitenant-kolonel Josephus Adrianus Mussert, een broer van NSB-leider Anton Mussert, leiding aan de verdediging van Dordrecht tegen het Duitse leger. Nadat het Nederlandse leger de strijd tegen de Duitsers had opgegeven, werd Jo Mussert door Nederlandse soldaten gearresteerd voor vermeend hoogverraad en neergeschoten. Als gevolg hiervan overleed hij enkele uren later. In de winter van 1944-1945 werden Dordrecht en omgeving het middelpunt van de strijd in de Tweede Wereldoorlog. De grens tussen bevrijd en bezet gebied lag toen bij het Hollandsch Diep. De Jodenvervolging in Dordrecht leidde tot 255 deportaties (met name naar Auschwitz en Sobibór). Veel Joodse inwoners werden opgepakt tijdens de grote razzia in november 1942. Van de gedeporteerden kwamen slechts 5 Joodse inwoners terug.
In 1970 werden de gemeente Dubbeldam (destijds ongeveer 10.000 inwoners) en het zuidelijke deel van de gemeente Sliedrecht bij de gemeente Dordrecht gevoegd, waardoor de gemeente het gehele Eiland van Dordrecht ging omvatten.

## Geografie

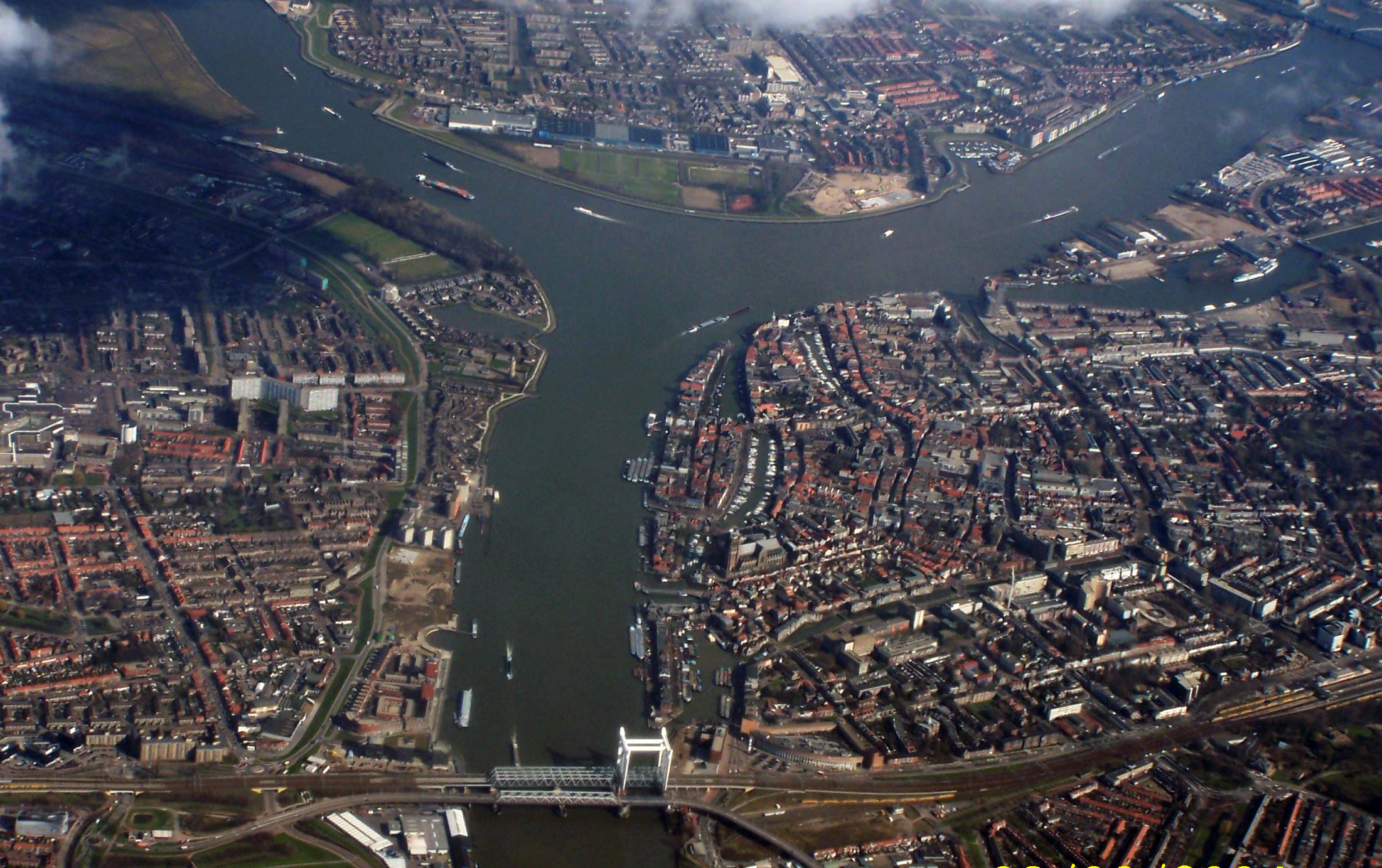
Drie-rivierenpunt met Dordrecht (rechts) vanuit de lucht. Ten noorden van de rivier ligt Papendrecht, ten westen Zwijndrecht.

### Topografie en landschap

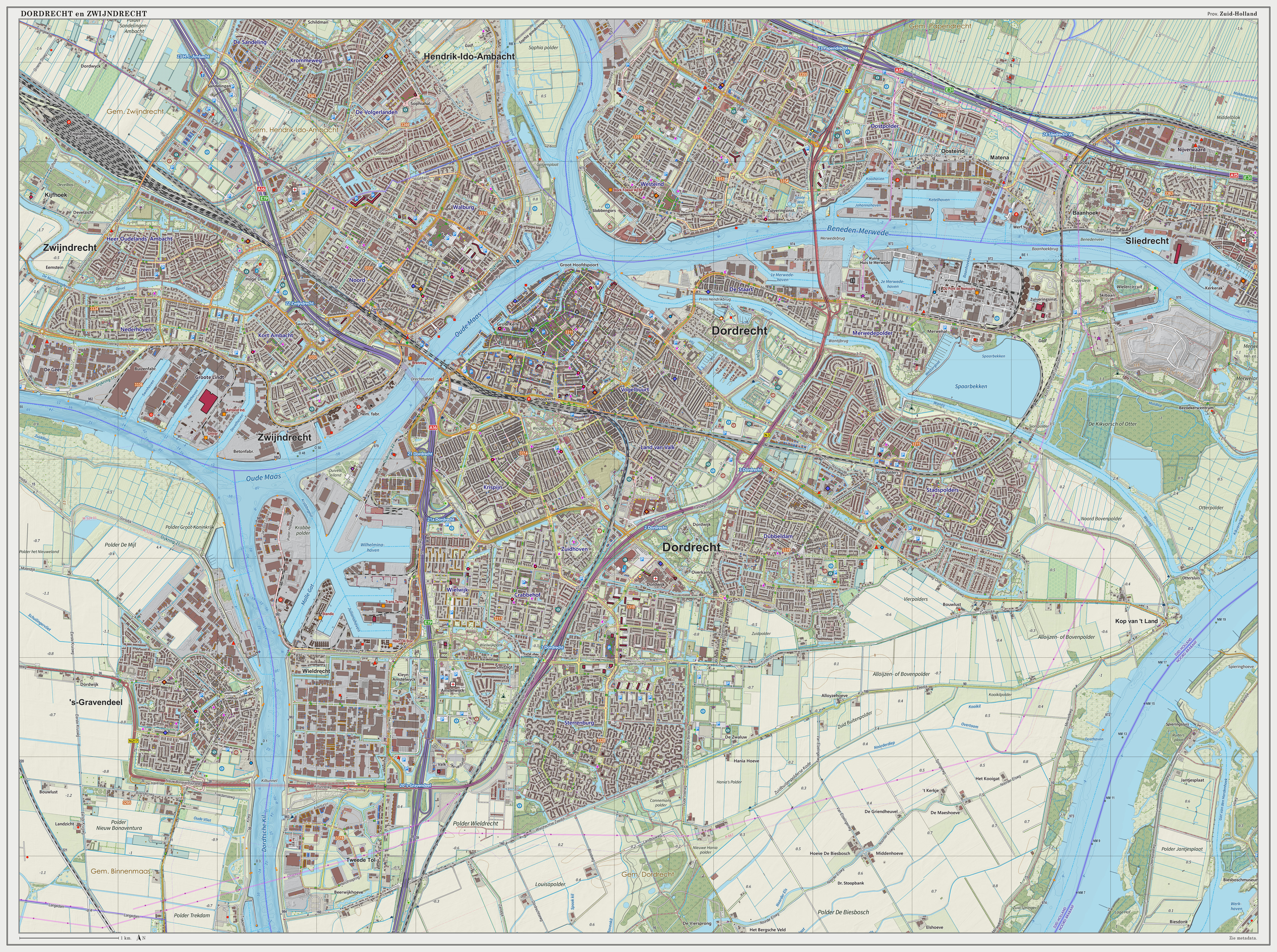
Topografisch kaartbeeld van Dordrecht (stad) e.o., dec. 2014. Klik op de kaart voor een vergroting.

De stad Dordrecht ligt in het zuiden van Zuid-Holland op het Eiland van Dordrecht, een gebied met een oppervlakte van ongeveer 9.000 ha dat in de huidige vorm is ontstaan door de Sint-Elisabethsvloed in 1421. Het gebied valt sinds de annexatie van de voormalige gemeente Dubbeldam in 1970 geheel binnen de grenzen van de gemeente, die een totale oppervlakte heeft van 99,45 km².
Bij het oude centrum van Dordrecht komen drie rivieren samen: de Beneden-Merwede, de Noord en de Oude Maas. Dit drierivierenpunt is het drukst bevaren waterknooppunt van Europa. Het Eiland van Dordrecht wordt omringd door verschillende grote waterwegen: naast de Beneden-Merwede en de Oude Maas zijn dat de Nieuwe Merwede, Hollands Diep en Dordtsche Kil.
Het water in Dordrecht ligt over het algemeen iets onder NAP, bijvoorbeeld −1,50 meter. Het hoogste natuurlijke punt van het Eiland van Dordrecht is de Kop van de Oude Wiel met een hoogte van 2,60 meter boven NAP.
| Aangrenzende gemeenten | Aangrenzende gemeenten | Aangrenzende gemeenten | Aangrenzende gemeenten | Aangrenzende gemeenten |
| ---------------------- | ---------------------- | ---------------------- | ---------------------- | ---------------------- |
| Zwijndrecht            |                        | Papendrecht            |                        | Sliedrecht             |
|                        |                        |                        |                        | Hardinxveld-Giessendam |
| Hoeksche Waard         | Altena (NB)            |                        |                        |                        |
|                        |                        |                        |                        |                        |
| Moerdijk (NB)          |                        | Drimmelen (NB)         |                        |                        |

### Natuur
Ten oosten van de stad ligt de Sliedrechtse Biesbosch, ten zuiden de Dordtse Biesbosch. Deze nog steeds op het Eiland van Dordrecht gelegen gebieden vormen samen de Hollandse Biesbosch, één natuur- en recreatiegebied. Via het pontje tussen de Kop van het Land en Werkendam is de rest van het Nationaal Park De Biesbosch toegankelijk. In de Hollandse Biesbosch bevindt zich het Biesboschcentrum Dordrecht van Natuur- en Recreatieschap De Hollandse Biesbosch.

### Stadsindeling
De bebouwde kom van Dordrecht is opgedeeld in 13 wijken:
| Wijknaam             | Buurten                                                   |
| -------------------- | --------------------------------------------------------- |
| Binnenstad           | Binnenstad, 19e-eeuwse schil, Noordflank                  |
| Het Reeland          | Transvaalbuurt, Indische buurt, Vogelbuurt, Land van Valk |
| De Staart            | Noorderkwartier, Merwedepolder                            |
| Oud-Krispijn         | Van Gogh-buurt / Componistenbuurt                         |
| Nieuw-Krispijn       | Bloemenbuurt, Oranjebuurt                                 |
| Stadspolders         | Oudelandshoek, Stadspolder, Vissershoek                   |
| Wielwijk             | Zeehavenlaan, Dordtse Hout                                |
| Crabbehof-Zuidhoven  |                                                           |
| Sterrenburg          | Sterrenburg 1, 2 en 3, Nieuw Groenhove (Wilgenwende)      |
| Dubbeldam            | Klein Dubbeldam, Vissersdijk, De Hoven                    |
| Noordflank           |                                                           |
| Industriegebied West |                                                           |
| Verspreide bebouwing |                                                           |

Daarnaast kent de gemeente een aantal buurtschappen en gehuchten:
- Kop van 't Land (buurtschap)
- Tweede Tol (gehucht)
- Wieldrecht (gehucht)
- Willemsdorp (buurtschap)
- Zuidpolder

## Demografie
In Dordrecht heeft circa 17% van de inwoners ten minste één ouder die in een 'niet-westers land' is geboren. Deze groepen zijn relatief jong, terwijl de bevolking waarvan beide ouders in Nederland zijn geboren in toenemende mate vergrijst. Een groot deel van de meer dan zesduizend inwoners van Dordrecht met een Turkse migratieachtergrond is afkomstig uit Kayapınar.
| Migratieachtergrond            | 2005    | 2008    | 2019    |
| ------------------------------ | ------- | ------- | ------- |
| Geen                           | 86.594  | 86.611  |         |
| 'Westerse landen'              | 11.610  | 11.580  |         |
| Turkije                        | 6.113   | 6.326   |         |
| Marokko                        | 2.521   | 2.611   |         |
| Suriname                       | 2.759   | 2.796   |         |
| Antillen                       | 3.199   | 3.037   |         |
| Overige 'niet-Westerse landen' | 6.528   | 5.226   |         |
| Totaal                         | 119.324 | 118.187 | 118.710 |

## Cultuur

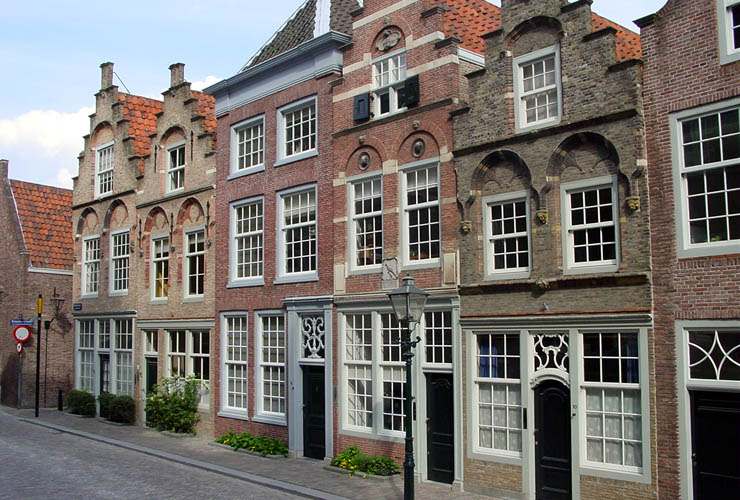
Dordtse gevels in de Hofstraat

In 1774 werd het Dordtse Teekengenootschap Pictura opgericht. Dit genootschap is een voortzetting van het 'Gilde van Sint Lucas op der vijf Neringen' dat in 1736 door kunstschilder Aart Schouman was opgericht. Hierin waren in de Middeleeuwen alle schilders uit de stad verenigd. Pictura is reeds jaren gevestigd in een oud pand aan de Voorstraat en is een kunstinstelling met leden uit zowel Dordrecht en de regio als van daarbuiten.
Even voorbij Pictura geeft de Muntpoort toegang tot de voormalige Munt van Holland, hier is behalve de Toonkunstmuziekschool ook Loge La Flamboyante gevestigd, de oudste van de twee loges voor Vrijmetselarij in Dordrecht. La Flamboyante is in 1811 opgericht. Veel jonger is Loge 'De Schakel' uit 1968.
In 1892 werd de Vereniging Oud-Dordrecht opgericht. In 1894 opende de Vereniging een museum in de Groothoofdpoort. In 1925 werd een nieuw museum geopend (het latere Huis van Gijn), dat in 1948 aan de gemeente Dordrecht werd overgedragen.  
Koninklijke Rederykerskamer Inter Amicos is het oudste Dordtse amateurtoneelgezelschap. Deze vereniging werd opgericht in 1896 en kreeg in 1947 het predicaat 'Koninklijke'. Inter Amicos beschikt over een eigen theater waar gerepeteerd wordt en waar ook voorstellingen plaatsvinden.
Er zijn verschillende musea, galeries, talloze muziekverenigingen en orkesten, een kindertheater, poppentheater en een aantal discotheken. Het Energiehuis is een multifunctioneel cultureel centrum, met onder meer een schouwburg en een poppodium.
Daarnaast heeft Dordrecht verschillende oorlogsmonumenten en Stolpersteine.

### Bezienswaardigheden

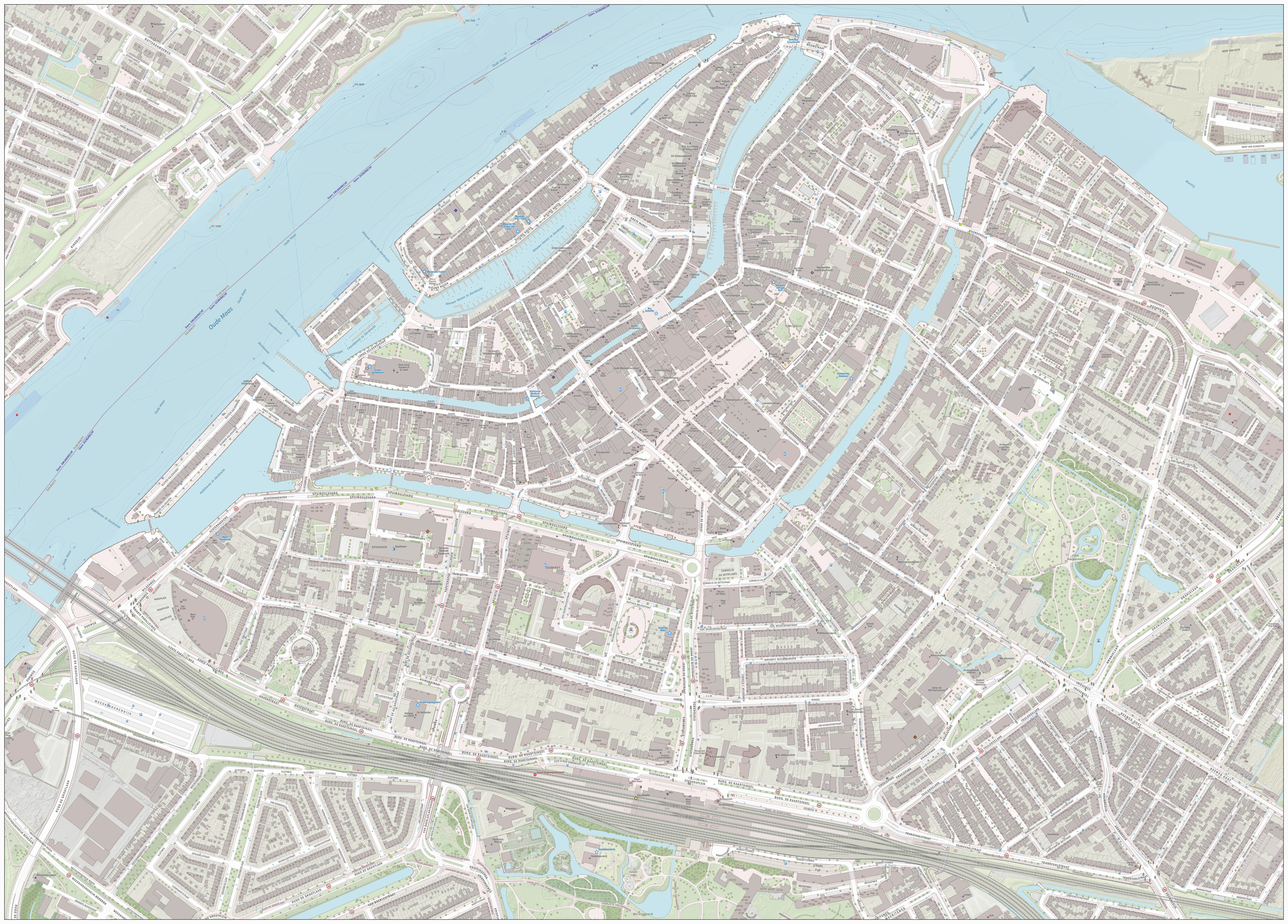
Binnenstad van Dordrecht, met bezienswaardigheden

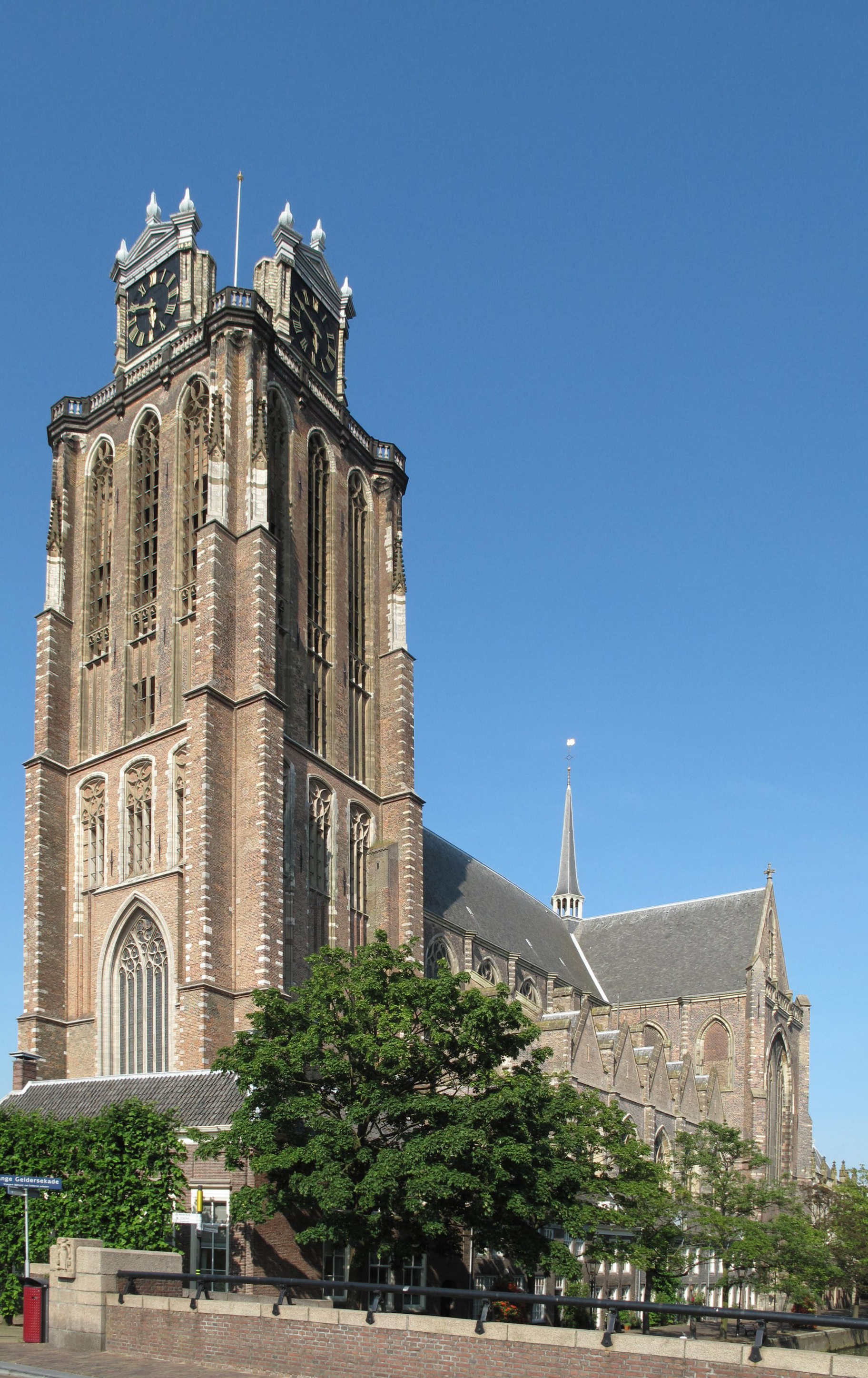
Grote Kerk

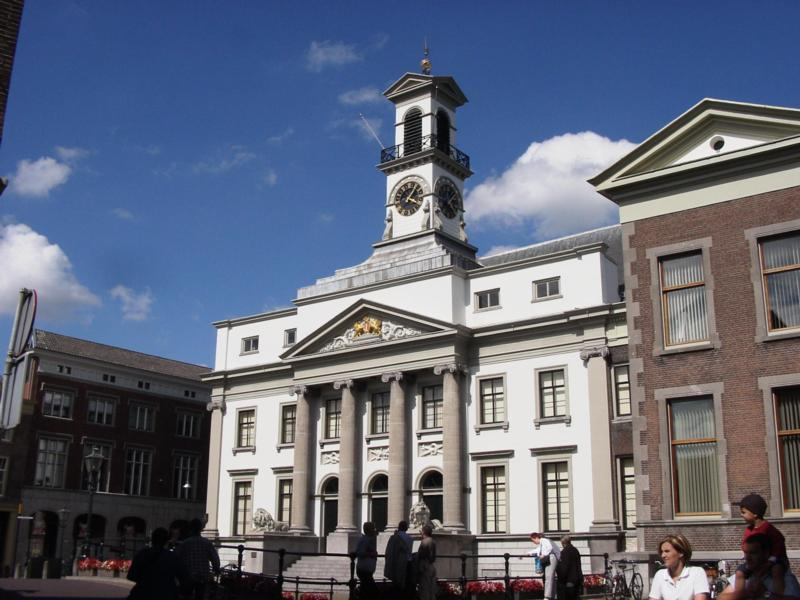
Stadhuis van Dordrecht

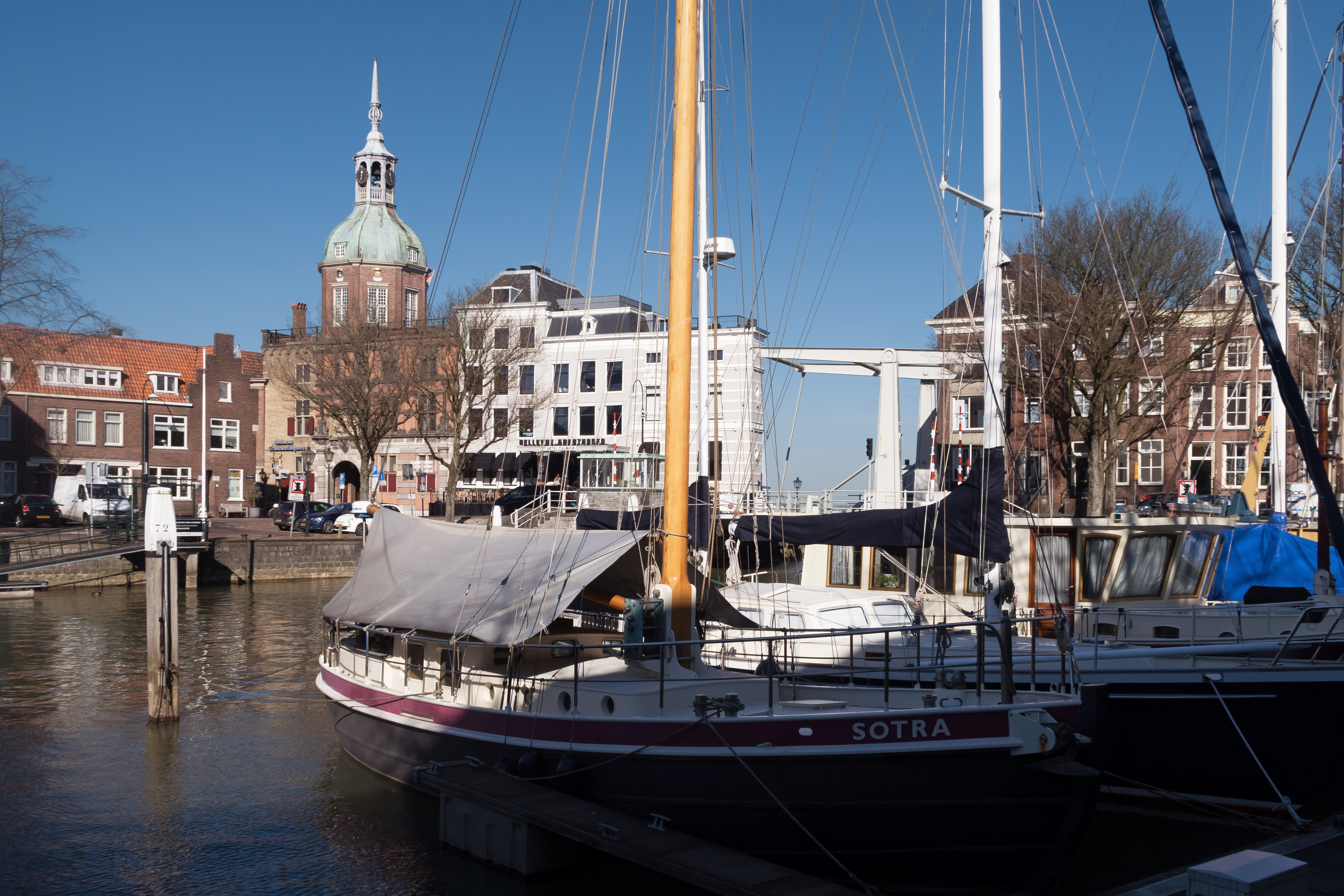
De Groothoofdspoort vanaf de Taankade

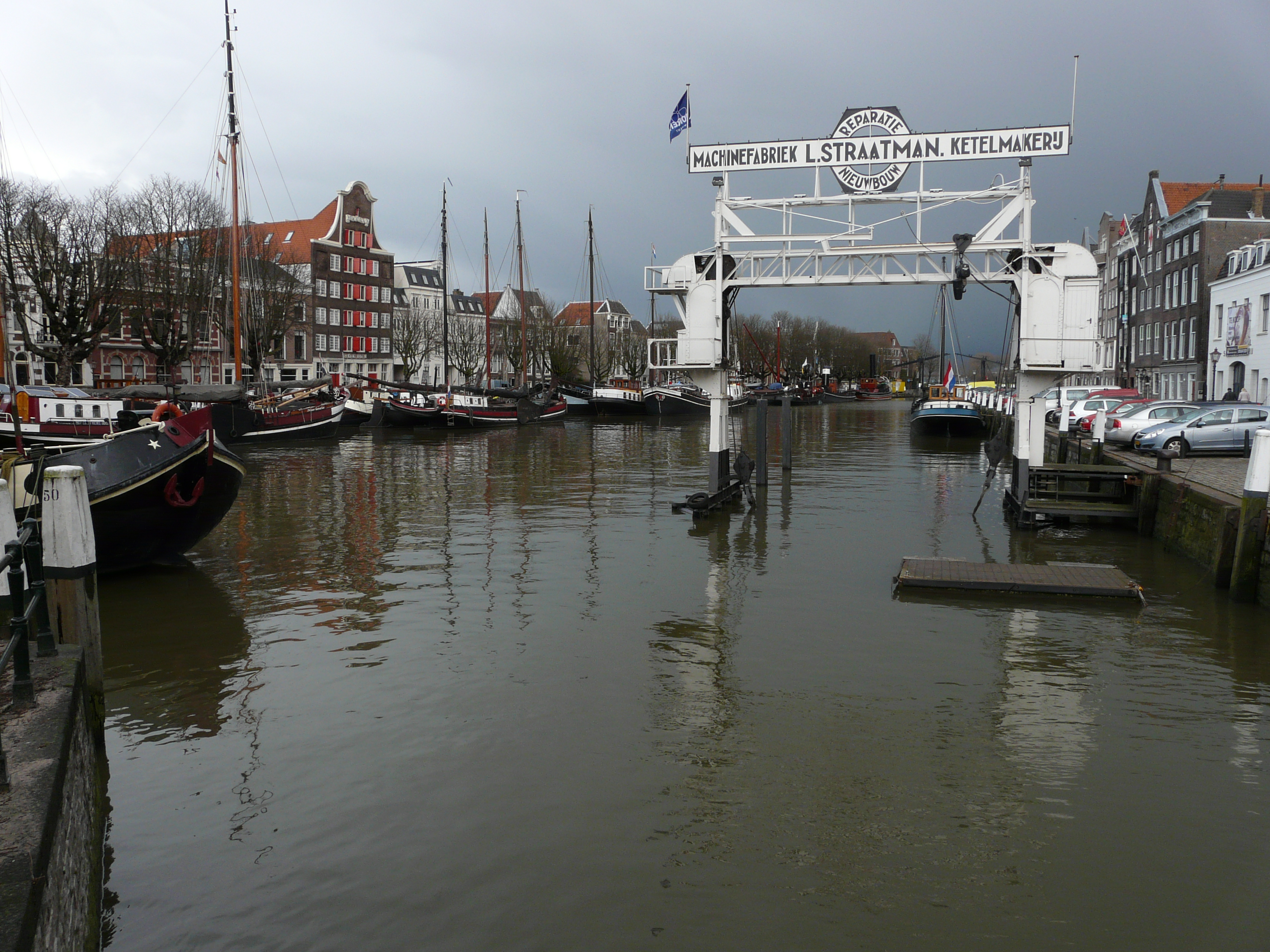
Wolwevershaven

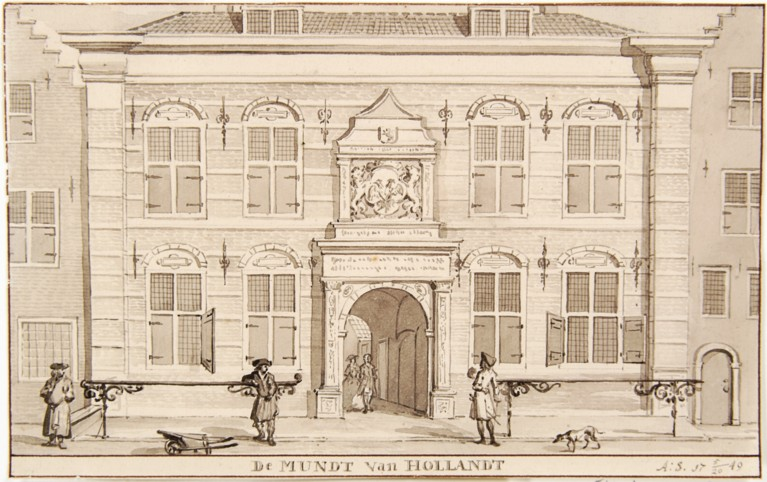
De Munt van Holland in 1749

Bezienswaardigheden in Dordrecht zijn in de eerste plaats de rivierkade bij de Groothoofdspoort, verder de Grote Kerk met zijn onvoltooide toren en – ongebruikelijk in Holland – zijn stenen overwelving. Ook de binnenhavens, waarvan er één wordt overkluisd door het stadhuis en het Scheffersplein, vormen een bezienswaardigheid. De Voorstraathaven is een van de weinige nog bestaande middeleeuwse rivierhavens. Hier komen verschillende steigers op uit. De stad telt ongeveer 900 rijksmonumenten, meer dan 650 gemeentelijke monumenten en twee beschermde stadsgezichten: Rijksbeschermd gezicht 19e-eeuwse Schil Dordrecht en Rijksbeschermd gezicht Dordrecht. Langs de oude havens staan historische koopmanshuizen. Bijzonder zijn de circa vijftig huizen met Dordtse gevel, een eigen geveltype dat in de 16e eeuw werd ontwikkeld als meesterproef van het metselaarsgilde. Het Hof is een oud Augustijner klooster met een interessante geschiedenis, zo vond er in 1572 de Eerste Vrije Statenvergadering plaats. Het museum dat er is gevestigd is een onderdeel van het Dordrechts Museum.
Het in de twintigste eeuw ontworpen Statenplein is het commerciële middelpunt van de stad. Een standbeeld van Willem van Oranje en zijn hond is te bezichtigen op de weg van het Statenplein naar Het Hof. Op het nabijgelegen Scheffersplein staat een standbeeld van Ary Scheffer, de Dordtse schilder, en op de Visbrug een standbeeld van de gebroeders Johan en Cornelis de Witt. Op de Noordendijk staat de laatst overgebleven molen in Dordrecht: Molen Kyck over den Dyck. Er zijn ongeveer 100 hofjes in Dordrecht geweest, waarvan er nog een handvol zijn overgebleven: onder andere de Regenten- en Lenghenhof 1755), de Arend Maartenshof (1625), de Van Slingelandthof (1542), en de Clara en Mariahof (1880). In de loop van de eeuwen zijn in de stad diverse beelden en andere kunstwerken geplaatst.
In de vishal (rijksmonument) aan de Vismarkt werd vroeger vis verkocht, die werd aangevoerd vanaf het aan grenzende water van de Knolhaven, onder andere steur en zalm uit de toen nog niet vervuilde rivieren.

### Musea
In Dordrecht bevinden zich de volgende musea:
- Dordrechts Museum, in de volksmond het Schilderijenmuseum
- Huis Van Gijn, museum over Simon van Gijn en onderdeel van het Dordrechts Museum
- Het Hof, onderdeel van het Dordrechts Museum
- Het Dordts Patriciërshuis
- Landschapskundig Museum
- De collectie uit het voormalige Lips Slotenmuseum is aanvankelijk in bruikleen overgedragen aan het Regionaal Archief en daarna teruggegeven aan de bruikleengever ASSA ABLOY
- Museum 1940-1945, ook wel het Verzetsmuseum genoemd
- Nationaal Onderwijsmuseum
- Binnenvaartmuseum in duwboot René Siegfried
- Carel Wüst automuseum
- Boekdruk Museum Dordrecht

### Evenementen en festivals
Dordrecht kent de volgende evenementen:
- Dordt in Stoom: dit evenement trekt ongeveer een kwart miljoen bezoekers. Dordt in Stoom wordt om de twee jaar georganiseerd in de historische havens van Dordrecht.
- Big Rivers Festival: het grootste feest van Dordrecht. Ieder jaar trekt dit evenement, wat wordt georganiseerd in het 2e weekend van de maand juli, ca. 140.000 bezoekers.
- Boekenmarkt: de Dordtse boekenmarkt trekt jaarlijks op de eerste zondag in juli een kleine honderdduizend bezoekers.
- Bachfestival Dordrecht: tweejaarlijks festival op diverse locaties in de binnenstad van Dordrecht.
- Wantijfestival: Vanaf 1995 organiseert Stichting Popprojecten in het tweede weekend van juni, in opdracht van de Gemeente Dordrecht, jaarlijks het Wantijfestival in het Wantijpark. Het festival bestaat uit drie onderdelen: Wantijpop (zaterdag), Rainbowpark (zondag) en de Wantijfestival Clubnights (pre- en afterparty's). Sinds 2012 vindt dit festival alleen nog op zaterdag plaats.
- Kunstrondje Dordt: elke maand op de eerste zondag. 48 winkels in de historische binnenstad van Dordrecht met onder andere antiek, curiosa, boeken zijn geopend.
- Dwars Door Dordt-loop van 10 kilometer: jaarlijks gehouden in april, meestal één week voor de marathon van Rotterdam.
- Rond Uit Dordrecht. Organiseert sinds 2013 jaarlijks in de eerste week van juni een fietsvierdaagse met afstanden van 30, 50 en 80 km.
- Cellofestival: werd in het Hemelvaartweekend van 1987 voor de eerste keer gehouden in het historische Hofkwartier van Dordrecht.
- Zomerkermis
- Vakantie Kinderfeesten: Al sinds het begin van de 20e eeuw organiseert het V.K.F. in de zomermaanden activiteiten voor de jeugd.
- Dordt Monumenteel: wordt ieder jaar gehouden in hetzelfde weekeinde als de Open Monumentendagen. Op zaterdag en zondag staan de monumenten centraal. Dit evenement trekt jaarlijks circa 100.000 bezoekers.
- et-SKA-tera: een jaarlijks skatefestival georganiseerd door Mandy van der Rest
- Wantijconcerten: iedere maandagavond in juli en augustus in het Wantijpark.
- Kerstcircus Royal: slaat ieder jaar rond kerst en nieuwjaar zijn tenten op in Dordrecht. Dit circus wordt geleid door de Dordtse familie Teutenberg en wordt mede in stand gehouden door een grote groep vrijwilligers die hand-en-spandiensten verlenen. Ieder jaar weet de familie Teutenberg vele internationale artiesten aan te trekken.

In 2012 won Dordrecht de titel 'Evenementenstad van het Jaar', in dat jaar won Dordrecht ook de Citymarketing Trofee. Ook in 2019 werd Dordrecht uitgeroepen tot 'Evenementenstad van het Jaar'.

#### Opgeheven evenementen
Dordrecht heeft ook enkele bekende, maar inmiddels opgeheven evenementen gekend, zoals:
- Kerstmarkt Dordrecht: in de binnenstad van Dordrecht gehouden evenement, dat in december 2013 bezocht werd door ongeveer 435.000 mensen.
- Internationaal Poppentheaterfestival: tot 2009 vond dit evenement in juni plaats.
- Dag van Mens en Dier: een evenement dat jaarlijks eind juli werd gehouden op het evenemententerrein aan de Baanhoekweg in de Hollandse Biesbosch. De laatste editie vond in 2010 plaats.
- Hofmakerij: was een breed opgezette culturele manifestatie dat voornamelijk plaatsvond in en het rond 't Hof.
- Havenfestival: werd eveneens om de twee jaar georganiseerd en wel op de jaren dat er geen 'Dordt in Stoom' was.
- History Live: een geschiedenisfestival. Twee dagen lang keerde de oudste stad van Holland terug naar de Middeleeuwen. Vanwege geldgebrek is het onzeker of dit festival zal terugkeren.
- Belcanto Festival Dordrecht: was een opera-evenement dat jaarlijks in september georganiseerd werd en ook vele bezoekers van buiten Nederland aantrok. In 2005 besloot B&W van Dordrecht om dit festival niet langer financieel te steunen en viel het doek voor het Belcanto Festival in Dordrecht.
- Schefferspop: een jaarlijks popfestival op het Scheffersplein, traditioneel gehouden op Hemelvaartsdag. Veelal traden er Dordtse en regionale bands op. In 2006 werd de tiende en laatste editie georganiseerd. In 2007 werd dit veranderd in Parkingpop. Het concept was onveranderd, alleen de locatie was verplaatst naar het parkeerterrein, naast de Popcentrale.
- Keltfest: Van 2007 - 2017 een middeleeuws vormgegeven festival dat plaatsvond in de Dordtse Biesbosch. Optredens van artiesten die folkmuziek spelen en andere middeleeuwen-georiënteerde activiteiten. Sinds 2018 verhuisd naar Vijfhuizen.
- Dancetour, ook bekend onder de naam Boulevard of Dance. In 2012 trok dit festijn ruim 50.000 muziekliefhebbers naar de Spuiboulevard.

### Muziek en uitgaansleven

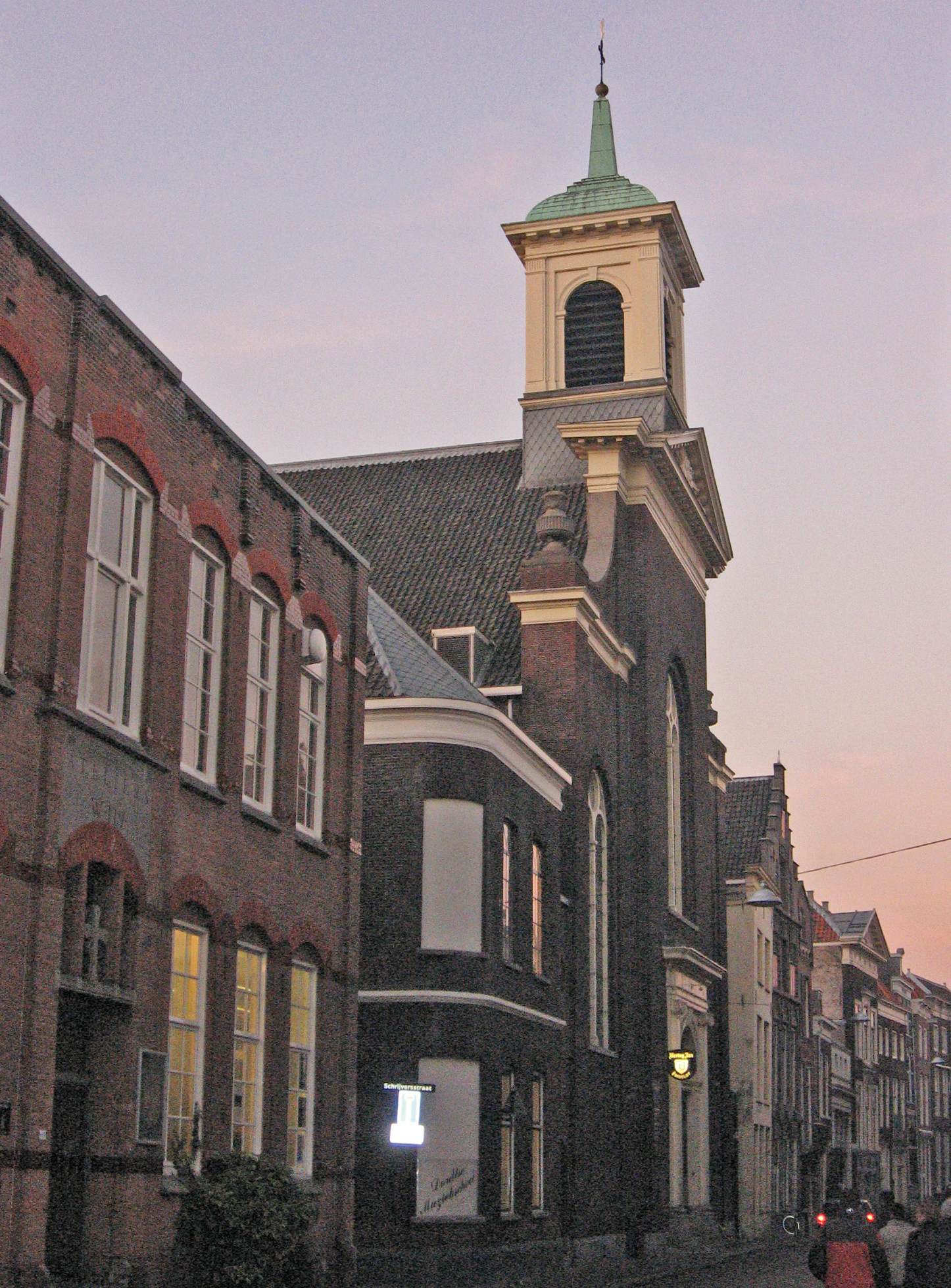
De Bonifatiuskerk, waarin het poppodium Bibelot tot 14 december 2012 was gevestigd

Dordrecht kent een rijke cultuur voor wat betreft bands, kunstenaars en andere artistiekelingen. Enkele namen van bandjes uit het verleden zijn bijvoorbeeld The Zipps, The Desperates en The Dickson Brothers, beter bekend onder de latere naam The Dycke Brothers. Bands oefenen, treden op en worden gecoacht in De Popcentrale of bij toBe. Verder is er het Energiehuis waar onder andere Bibelot is gevestigd. Andere poppodia zijn het Dolhuis en Jazz Podium DJS.
De horeca in Dordrecht concentreert zich rondom het Scheffersplein en het Groothoofd. Hier zijn verschillende cafés en restaurants gevestigd die op het plein ook hun terrassen hebben. Verspreid door het centrum vindt men meer cafés en restaurants.
Sinds 2013 is er de bioscoop, The Movies. Deze is in 2023 overgegaan in Filmhuis De Witt. In 2016 werd een Kinepolisbioscoop geopend.

### Sport
Dordrecht telt diverse sportverenigingen en sportbeoefenaars. D.F.C. (Dordtse Football Club) is op 16 augustus 1883 opgericht en daarmee een van de oudste voetbalverenigingen van Nederland. In de jaren 70 van de 20e eeuw werden de amateur- en profafdelingen gescheiden. De profvereniging, FC Dordrecht, speelt in de Eerste divisie en heeft het M-Scores Stadion als thuisbasis. Andere voetbalverenigingen uit de stad zijn Emma en E.B.O.H. Emma is vooral bekend omdat daar destijds de gebroeders 'Van der Gijp' hun carrière begonnen.
Korfbalvereniging DeetosSnel speelt nog steeds een rol in zowel de landelijke veld- als de zaalcompetitie. Een andere sport, die in Dordrecht beoefend kan worden op hoog niveau – bij MNC – is wedstrijdzwemmen.
Bekende Dordtse sporters zijn onder andere:
- Cor van der Gijp (1931), voetballer
- Jan Jiskoot (1940), zwemmer
- Elt Drenth (1949-1998), zwemmer
- Simon Wulfse (1952), powerlifter
- René van der Gijp (1961), voetballer
- Peter Smit (1961-2005), kickbokser
- Juul Ellerman (1965), voetballer
- Wieke Hoogzaad (1970), triatlete
- Louis Laros (1973), voetballer
- Evander Sno (1987), voetballer

### Folklore
Inwoners van Dordrecht worden Schapekoppen genoemd, een benaming die waarschijnlijk gebaseerd is op een sage, die wellicht uit de middeleeuwen stamt toen er nog tolmuren rond de stad stonden. In een poging om het tolgeld op vee te ontduiken, staken Dordtenaren een schaap in mensenkleren om het zo binnen de stadsmuren te kunnen smokkelen. Het bedrog kwam echter uit: net op het moment dat men met het schaap door de poort wilde begon het dier te blaten.
Langs de Laan der Verenigde Naties, staat een monument dat hiernaar verwijst, voorstellende een man en zijn zoon, die een schaap verkleed als kind tussen zich in houden. In het logo van BVO FC Dordrecht staat de kop van een ram, de supporters van deze 'betaaldvoetbalclub' zingen bij wedstrijden: Wij zijn de Dordtse Schapekoppen. Verder is er een koekje met de naam Schapekop, een Dordtse specialiteit.
Dordrecht wordt tijdens carnaval Ooi- en Ramsgat genoemd.
Er is een bekende uitdrukking die over Dordrecht gaat, namelijk: Hoe dichter bij Dordt, hoe rotter het wordt. Deze uitdrukking had betrekking op de bodemgesteldheid in het rivierengebied. De volledige uitdrukking luidt: Tiel is niet viel, (Zalt)bommel is rommel en hoe dichter bij Dordt, hoe rotter het wordt.
Er zijn meer volksverhalen die de ronde doen over Dordrecht. Een ervan gaat over Sint Sura, de jonge dame die met slechts 3 munten in haar beursje een hele kerk wilde laten bouwen. Zij werd vermoord vanwege vermeende rijkdom.
Een ander volksverhaal gaat over het huis De Onbeschaamde. De drie broers Van Beveren wilden alle drie een huis laten bouwen. Voor de grap zouden ze een weddenschap hebben afgesloten wie het meest gewaagde beeld op zijn gevel zou durven te zetten. Abraham van Beveren liet een naakt jongetje tegen de gevel plakken, maar het huis met de meest gewaagde voorstelling laat nu een leeg timpaan zien: de voorstelling was zo gewaagd, dat zij volgens het verhaal verwijderd zou zijn.

### Overig
- Op 14 november 1992 was de landelijke intocht van Sinterklaas in Dordrecht. Ook in 2011 kwam Sinterklaas aan in Dordrecht en dit was de 60ste intocht op tv. Burgemeester Arno Brok werd hiermee de eerste burgemeester die twee landelijke intochten deed: in 2005 deed hij het ook al in Sneek, een intocht die, net als in 2011 op 12 november viel. Zowel in 1992 als in 2011 meerde Pakjesboot 12 aan in de Wolwevershaven.
- Sinds 2006 heeft Dordrecht weer een Stadsbrouwerij. Daar brouwt men het bier 'Schapenkopje'. Dordrecht had van 1433 tot 1968 haar brouwerij De Sleutel waar het bekende Sleutelbier werd gebrouwen. Op dezelfde plaats zit nu de Stadsbrouwerij.
- In 2006 en 2007 is Dordrecht uitgeroepen tot meest onveilige gemeente van Nederland (dit na onderzoek van de website Misdaadkaart.nl).
- Op 18 april 2019 was Dordrecht het decor voor het Paasspektakel The Passion waarin Bekende Nederlanders het paasverhaal naspelen.

## Economie

### Industrie en werkgelegenheid

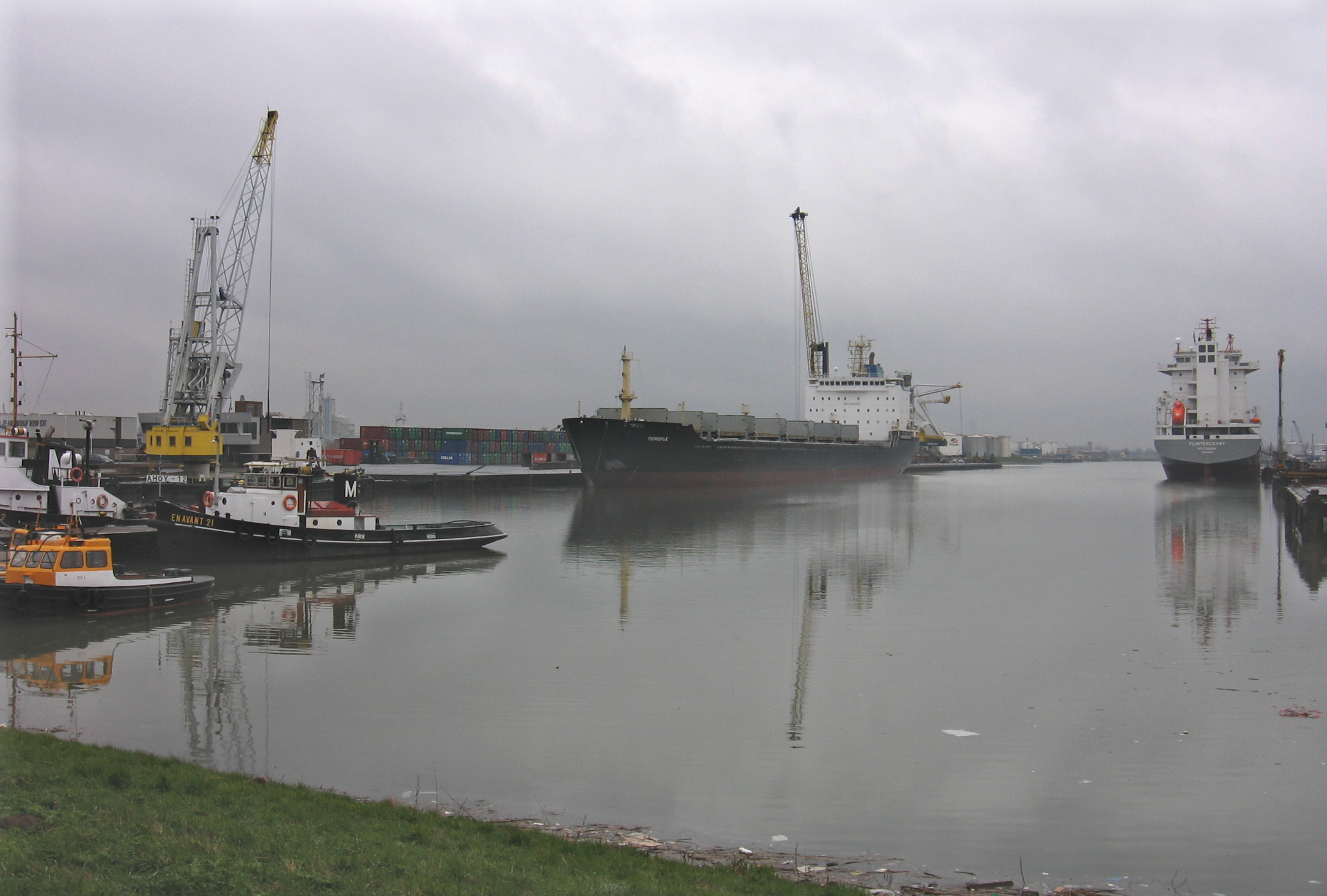
Zeehavengebied Dordrecht, gezien vanaf de Van Leeuwenhoekweg

Tot de huidige bestaansmiddelen van Dordrecht behoren scheepsbouw, houtindustrie en metaalindustrie. De Merwestad heeft de zesde zeehaven van Nederland. Een van de grootste werkgevers op het 'Eiland van Dordrecht' is DuPont. Op bedrijventerrein 'Staart-Oost' heeft DuPont De Nemours (Nederland) B.V. negen fabrieken gebouwd die gezamenlijk 900 medewerkers in vaste dienst hebben.
Het Leerpark Dordrecht is gelegen tussen de N3, de Laan der Verenigde Naties, de spoorlijn en de Dubbeldamseweg. Hier zijn o.a. gevestigd het ROC Da Vinci College, het Insula College en het Stedelijk Dalton Lyceum.
In Gezondheidspark Dordwijk zijn voorzieningen voor de gezondheidszorg, met als centraal punt 'Locatie Dordwijk' van het Albert Schweitzer Ziekenhuis. Eveneens zijn reeds gerealiseerd: de bloedbank, Dienstapotheek Drechtsteden en de psychiatrische kliniek De Kreek (Yulius).
Verder is er in de directe nabijheid van het Gezondheidspark de Sportboulevard.
Ten slotte is 'Stadswerven' een nieuw te bouwen wijk tussen het centrum en 'De Staart'. De wijk wordt gebouwd op een voormalig industrieterrein en op de grond van het voormalige 'Gemeente Elektriciteits Bedrijf'. Met het eerste deel is al begonnen. Er zijn een hotel en restaurant in een oude watertoren, naar het voorbeeld van De Koperen Hoogte nabij Zwolle.

### Kleinhandel
De winkels in de binnenstad bevinden zich op de Voorstraat, rondom het Statenplein en de Sarisgang. De binnenstad is autoluw. Op iedere eerste zondag van de maand zijn vrijwel alle antiquairs geopend in de binnenstad. De deelnemers aan kunstrondje Dordt zijn te herkennen aan de vlaggen. Markten zijn er op het Statenplein, de Achterom en Sarisgang op vrijdag en op zaterdag. Op Dubbeldam is er op dinsdag markt.

### Media
- RTV Dordrecht
- AD - De Dordtenaar
- RTV Rijnmond editie Drechtsteden
- Dordt Centraal
- Drechtstad FM
- Dordrecht.net
- indebuurt Dordrecht

## Bestuur en politiek

### College van B&W
Het college van burgemeester en wethouders bestaat na de gemeenteraadsverkiezingen van 2022 uit een coalitie van VVD, GroenLinks, ChristenUnie/SGP en het CDA.
Wijzigingen in 2024: Op 1 september 2024 werd burgemeester Wouter Kolff (VVD) commissaris van de Koning in Zuid-Holland. Op 19 september van dat jaar werd wethouder Peter Heijkoop (CDA) burgemeester van Leiden. Op 23 september van dat jaar werd Peter van der Velden (PvdA) waarnemend burgemeester. De verwachting is dat Wim van der Kruijff (CDA) op 24 september van dat jaar wethouder wordt.
Het college van B&W bestaat uit:
| Naam                      | Functie            | Partij     | Portefeuille |
| ------------------------- | ------------------ | ---------- | --- |
| Nanning Mol               | burgemeester       | VVD        | - Algemene & Kabinetszaken - Handhaving openbare orde & veiligheid - Politie - Voorzitter Veiligheidsregio Zuid-Holland Zuid (brandweer en crisisbeheersing) - Integraal veiligheidsbeleid - Vergunningen (Horeca, evenementen, APV en Wet Bibob) - Bestuurlijke betrekkingen & Public Affairs - Regionale samenwerking - Voorzitter Smart Delta Drechtsteden - Internationale samenwerking - Publiekszaken (wettelijke taken en verkiezingen) - Mediabeleid & Communicatie - Voorzitter Gemeenteraad |
| M.D. (Maarten) Burggraaf  | Wethouder          | VVD        | - Stadsontwikkeling (RO en bouwen) - MKB & Innovatiebeleid, Zakelijke dienstverlening, Maritieme Maakindustrie (incl. Zeehavengebied en Merwedehavens), Ambulante handel - Agenda 2030: Levendige Binnenstad - Toerisme & Evenementen - Digitalisering (Smart Society) - Huis van Stad & Regio - Servicegemeente (bedrijfsvoering en coördinatie Groei- SmartDeltaDrechtsteden- agenda) |
| M.P.P.M. (Marc) Merx      | Wethouder          | VVD        | - Leefbaarheid & overlastbestrijding, Handhaving & toezicht openbare ruimte (boa’s) - Wijkenaanpak - Vergunningen (bouwen, milieu, leefomgeving, Omgevingsdienst Zuid-Holland Zuid) - Stadsbeheer-Ruimtelijke kwaliteit: afval, groenonderhoud, verlichting, speelplekken - Sport & Recreatie - Preventie jeugd - Personeel en Organisatie - Essenhof - Straatnamencommissie |
| C.C. (Chris) van Benschop | Wethouder          | GroenLinks | - Arbeidsmarkt & Economie (incl. bedrijventerreinen, maatschappelijk betrokken ondernemen) - Agenda 2030: Ruimte voor banen & Glansrijke Toekomst - Westelijke Dordtse Oever (exclusief Zeehavengebied) - Smart Campus Leerpark - Hoger onderwijs (MBO/HBO) - Voortgezet onderwijs - Inclusiviteit, Diversiteit & Kansengelijkheid, WMO (regionaal: Maatwerk, lokaal: Wijkteams en Buurtwerk) - Mantelzorg                                                                                            |
| T.F. (Tanja) de Jonge     | Wethouder          | GroenLinks | - Duurzaamheid, Klimaat, Energie & Milieu - Gemeentelijk Vastgoed (incl. onderwijshuisvesting) - Agenda 2030: Duurzame Stad - Grondbedrijf - Biesbosch - Weizigt - Dierenwelzijn - (Burger)Participatie |
| W. (Wim) van der Kruijff  | Wethouder          | CDA        | - Volkshuisvesting (inclusief beschermd wonen & maatschappelijke opvang) - Financiën - Werk & Inkomen - Armoede & Schulden - Inburgering - Kinderopvang & Primair onderwijs - Bibliotheek - Dordtpas - Vrijwilligersbeleid |
| H. (Rik) van der Linden   | Wethouder          | CU/SGP     | - Mobiliteit, Bereikbaarheid, Spoorveiligheid & Parkeren - Infrastructuur (Weg- en waterwegenonderhoud, riool, bruggen en viaducten) - Groenblauwe stad inclusief Klimaatadaptie(programma) - Publieke gezondheid - Jeugdzorg (incl. regionale/ SOJ-taken, jeugdhulpverlening inclusief Jeugdhulp naar Voren en Stichting Jeugdteams) - Cultuur, Monumentenzorg & Archeologie - Dienstverlening/burgerzaken                                                                                           |
| C.H.W.M. (Carlo) Post     | Gemeentesecretaris |            | - Algemeen directeur en eerste adviseur van het college |

### Samenstelling gemeenteraad
Hieronder de behaalde zetels per partij bij de gemeenteraadsverkiezingen sinds 1982:
| Partij                    | 1982 | 1986 | 1990 | 1994 | 1998 | 2002 | 2006 | 2010 | 2014 | 2018 | 2022 |
| ------------------------- | ---- | ---- | ---- | ---- | ---- | ---- | ---- | ---- | ---- | ---- | ---- |
| VVD                       | 9    | 7    | 5    | 6    | 9    | 7    | 6    | 5    | 3    | 5    | 6    |
| GroenLinks                | 3    | 2    | 3    | 3    | 4    | 4    | 3    | 3    | 2    | 4    | 6    |
| Beter voor Dordt          | -    | -    | -    | -    | -    | -    | 6    | 15   | 14   | 8    | 5    |
| CDA                       | 9    | 9    | 10   | 6    | 5    | 6    | 4    | 3    | 4    | 4    | 4    |
| ChristenUnie/SGP          | 2    | 2    | 2    | 3    | 3    | 4    | 3    | 3    | 3    | 4    | 4    |
| Verenigde Senioren Partij | -    | -    | -    | -    | 1    | 2    | 2    | 2    | 2    | 2    | 4    |
| PvdA                      | 13   | 17   | 12   | 8    | 11   | 8    | 12   | 6    | 4    | 2    | 2    |
| Partij voor de Dieren     | -    | -    | -    | -    | -    | -    | -    | -    | -    | -    | 2    |
| PVV                       | -    | -    | -    | -    | -    | -    | -    | -    | -    | 3    | 1    |
| SP                        | -    | -    | -    | -    | -    | -    | -    | -    | 3    | 2    | 1    |
| Gewoon Dordt              | -    | -    | -    | -    | -    | -    | -    | -    | -    | 1    | 1    |
| Forum voor Democratie     | -    | -    | -    | -    | -    | -    | -    | -    | -    | -    | 1    |
| DENK                      | -    | -    | -    | -    | -    | -    | -    | -    | -    | -    | 1    |
| Op Ons Eiland             | -    | -    | -    | -    | -    | -    | -    | -    | -    | -    | 1    |
| D66                       | 2    | 1    | 6    | 7    | 3    | 2    | 1    | 2    | 4    | 4    | -    |
| Eco-Dordt                 | -    | -    | -    | 3    | 3    | 6    | 2    | -    | -    | -    | -    |
| Centrumdemocraten         | -    | -    | 1    | 3    | -    | -    | -    | -    | -    | -    | -    |
| Dordtse Gemeentebelangen  | 1    | 1    | -    | -    | -    | -    | -    | -    | -    | -    | -    |
| Totaal                    | 39   | 39   | 39   | 39   | 39   | 39   | 39   | 39   | 39   | 39   | 39   |

1. ↑  T/m 1986 PPR/CPN/PSP
2. ↑  T/m 1998 RPF en GPV.
3. ↑  In 1994 en 1998 AOV en Unie 55+.
4. ↑  In 2010 is ECO-Dordt gefuseerd met D66.

### Partnersteden

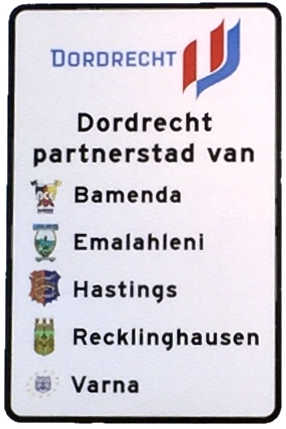
Partnersteden op een bord

Dordrecht heeft een vijftal partnersteden, te weten:
| Partnersteden van Dordrecht | Partnersteden van Dordrecht | Partnersteden van Dordrecht |
| --------------------------- | --------------------------- | --------------------------- |
| Stad                        | Land                        | Sinds                       |
| Recklinghausen              | Duitsland                   | 1974                        |
| Hastings                    | Verenigd Koninkrijk         | 1982                        |
| Bamenda                     | Kameroen                    | 1993                        |
| Varna                       | Bulgarije                   | 2001                        |
| Dordrecht                   | Zuid-Afrika                 | 2006                        |

## Verkeer en vervoer

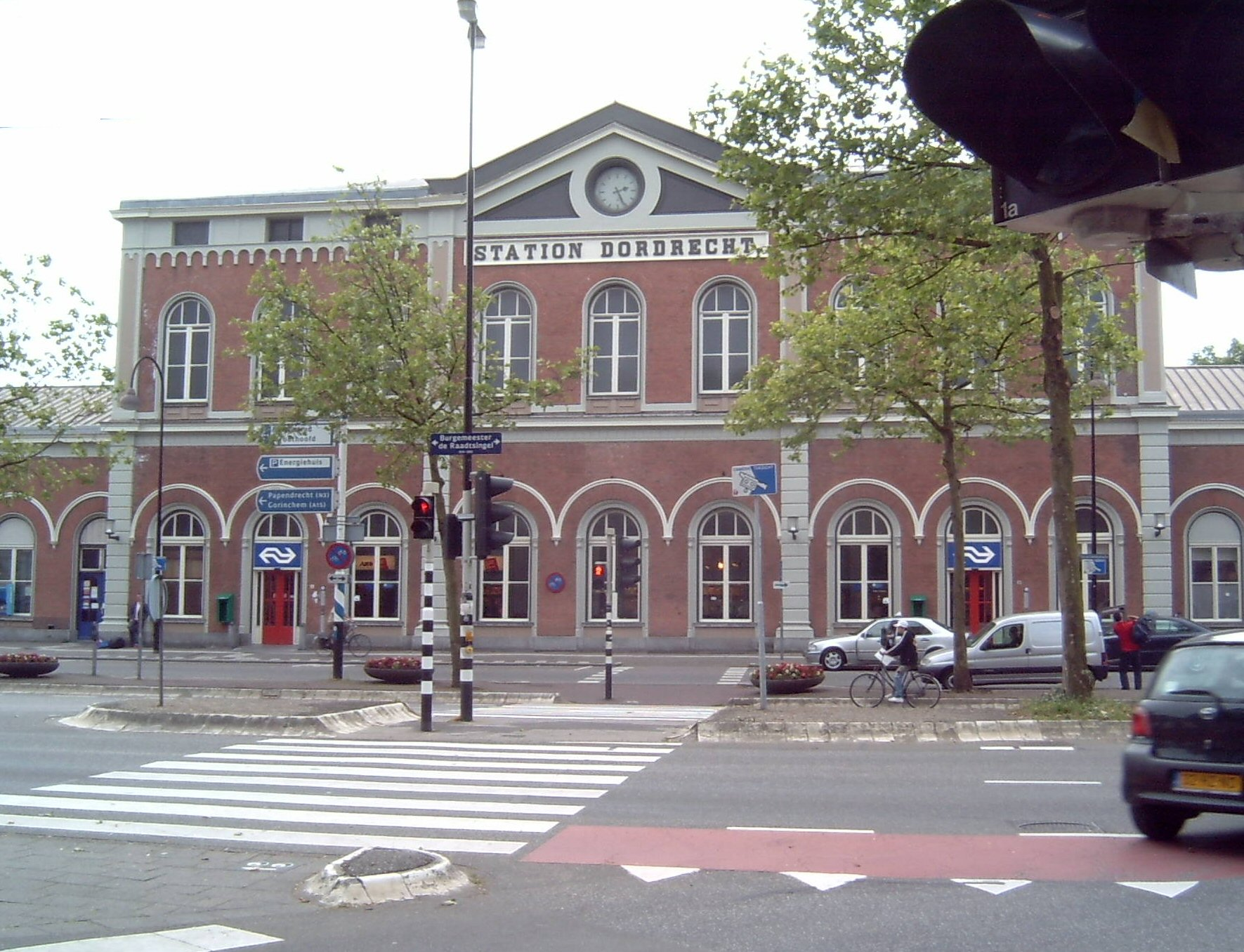
Station Dordrecht

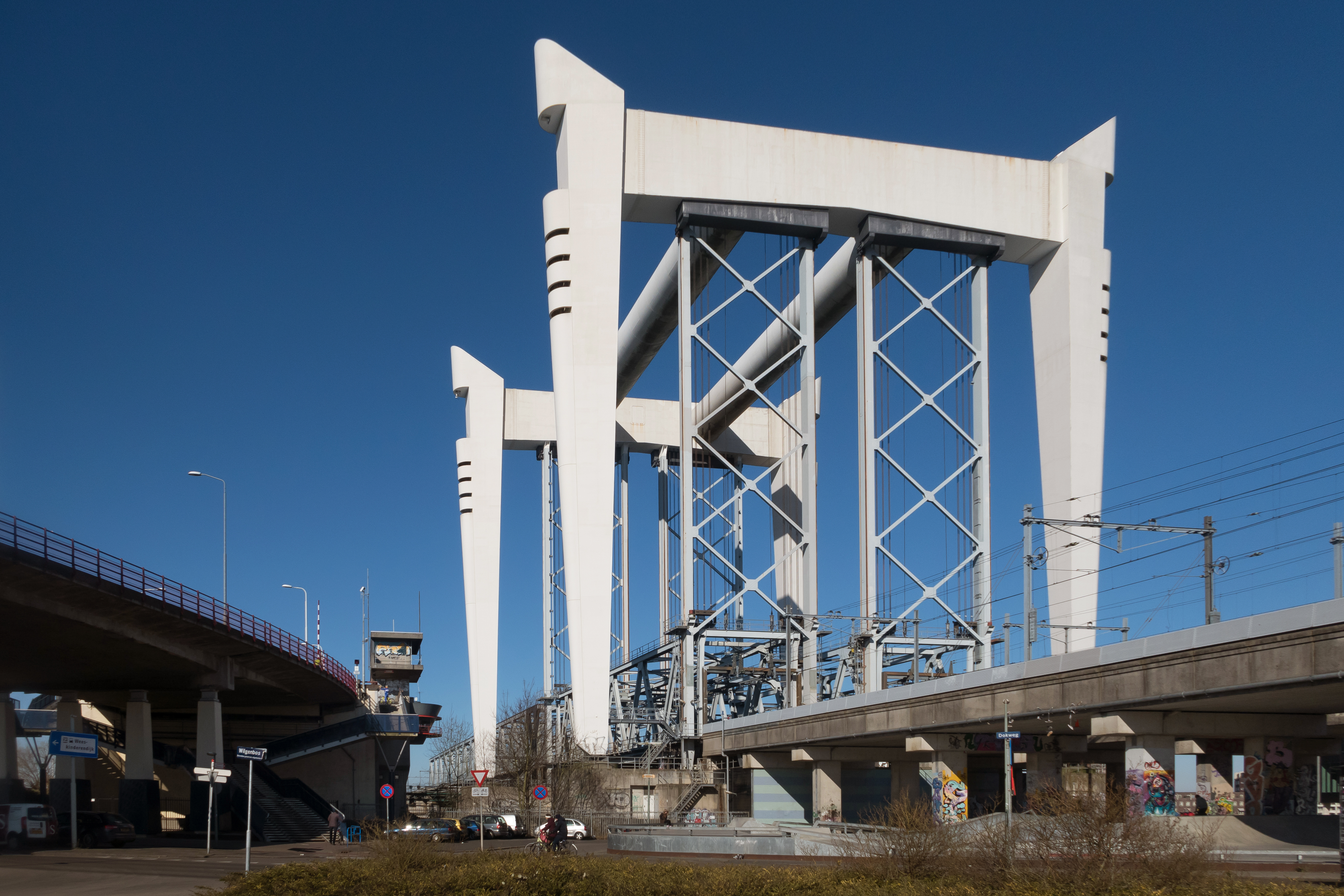
De spoorbrug

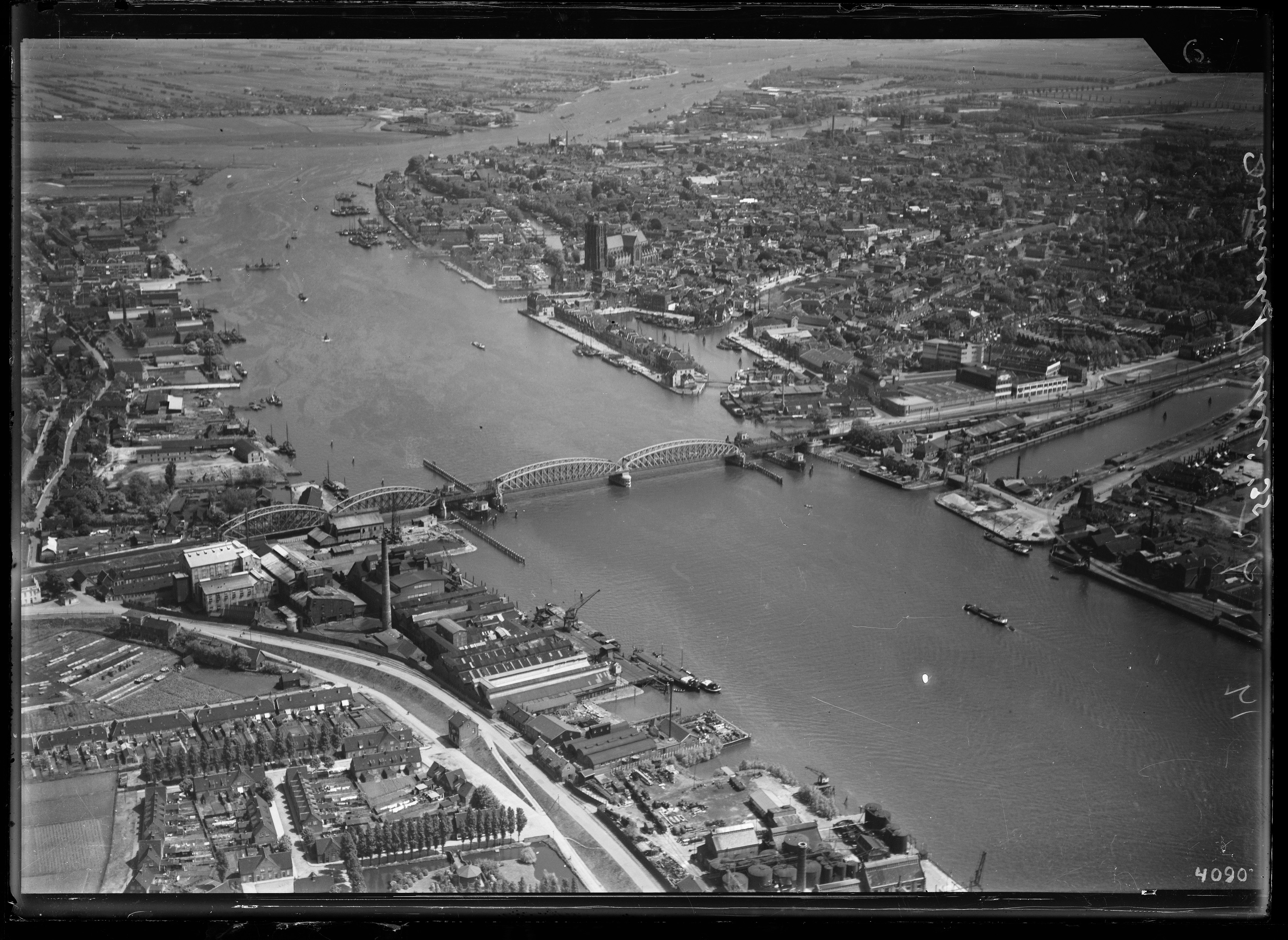
Luchtfoto van de oude spoorbrug en de binnenstad van Dordrecht (1920-1940), Nederlands Instituut voor Militaire Historie

### Per fiets
Dordrecht is bereikbaar via de Stadsbrug vanaf Zwijndrecht, via de Kiltunnel vanaf de Hoeksche Waard, via de Papendrechtse Brug vanuit Papendrecht, vanuit Sliedrecht, via de Baanhoekbrug en vanuit het zuiden, Noord-Brabant via twee zijden van de Moerdijkbrug. Daarnaast is de stad voor fietsers over het water met een veer te bereiken vanuit Papendrecht, Rotterdam, Sliedrecht, Werkendam en Zwijndrecht.

### Over water
Over het water is de stad te bereiken vanuit Werkendam, bij de Kop van 't Land. Vanuit Zwijndrecht de Veerkade, met de Waterbus naar de Hooikade of de Merwedekade. Vanuit Papendrecht is de stad met het veer vanaf de Veerkade, Papendrecht-West en Papendrecht-Oost te bereiken. Vanuit Sliedrecht vaart er ook een Waterbus naar de Merwekade in Dordrecht. Vanuit Rotterdam is de stad eveneens te bereiken met de Waterbus.

### Per auto
Dordrecht is bereikbaar via de autosnelweg A16 vanaf Rotterdam en Breda, middels afrit 21 (Dordrecht-Centrum), afrit 20 (Dordrecht) en afrit 19 (Dordrecht-Willemsdorp). Afrit 20 leidt naar de N3, vanwaar het oostelijke deel van de stad bereikt kan worden. Ook is Dordrecht bereikbaar via de A15 voor verkeer uit Rotterdam en Gorinchem. Via de N3 kan via verscheidene afslagen Dordrecht in gereden worden. Verkeer vanuit de Hoeksche Waard kan Dordrecht bereiken via de N217 door de Kiltunnel. Over het water is de stad te bereiken met een auto vanuit Werkendam, bij de Kop van 't Land.

### Per trein
Dordrecht heeft drie treinstations. Het oudste en belangrijkste station van de stad is station Dordrecht ten zuiden van de historische stadskern; bij de opening in 1871 lag het in de toen nog zelfstandige gemeente Dubbeldam. Naast stoptreinen en sprinters stoppen er ook intercitytreinen. Het is gelegen aan de spoorlijnen Breda - Rotterdam (Staatslijn I), Rotterdam - Roosendaal/Vlissingen en Elst - Dordrecht (Betuwelijn).
Station Dordrecht Stadspolders bevindt zich in de wijk Stadspolders in het oostelijke deel van de stad en is een halte aan de MerwedeLingelijn, het westelijke gedeelte van de Betuwelijn (tussen Dordrecht en Geldermalsen). Een door Qbuzz gereden stoptrein stopt er viermaal per uur. Station Dordrecht Zuid wordt aangedaan door de NS-sprinter Dordrecht-Roosendaal/Arnhem.
Er bestaan plannen om station Dordrecht Zuid op te heffen nadat station Dordrecht Copernicusweg gebouwd is. Dit om de bereikbaarheid vanuit de wijk Sterrenburg te verbeteren. Ook wordt er gepleit binnen de plaatselijke politiek om noordelijk van het huidige station Dordrecht Zuid een tweede nieuw station te realiseren, station Dordrecht Leerpark.

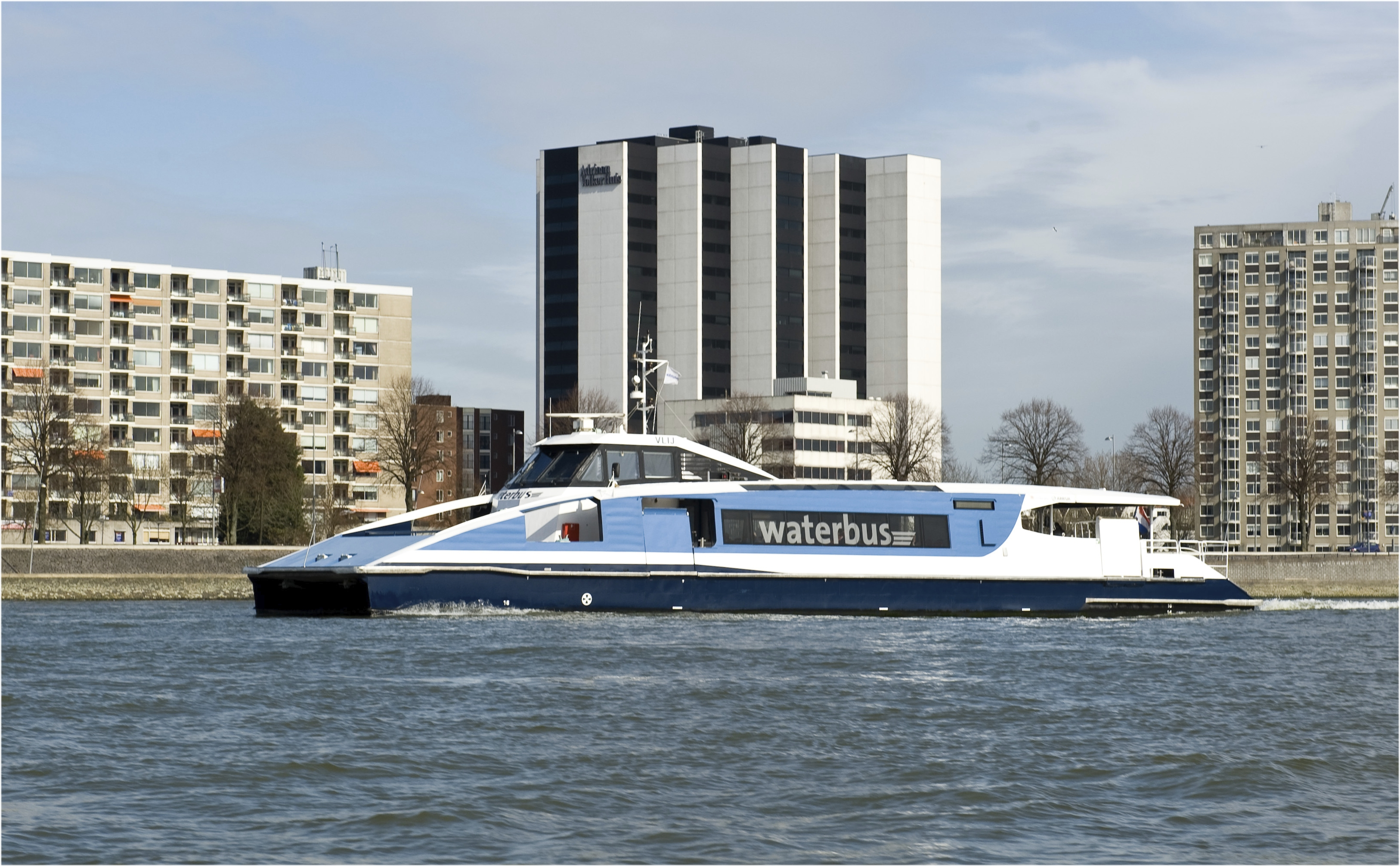
De Waterbus (foto in Rotterdam)

### Per bus
Tot eind 2006 verzorgde Stadsvervoer Dordrecht het vervoer in de gemeente Dordrecht. Sindsdien is de aanbesteding van het stadsvervoer voor Dordrecht gecombineerd met het vervoer in de regio 'DAV' (Drechtsteden, Alblasserwaard en Vijfheerenlanden), inclusief het treinvervoer over de MerwedeLingelijn (Dordrecht - Geldermalsen). Deze aanbesteding werd gewonnen door Arriva, dat in de periode 1 januari 2007 - 8 december 2018 het vervoer verzorgde in de regio. De verbinding Dordrecht - Utrecht werd verzorgd middels de Qliner snelbusformule, sinds de overname van Qbuzz is dit mogelijk via een overstap in Sliedrecht. Vanaf 9 december 2018 is Qbuzz het stad- en streekvervoer gaan verzorgen in dit gebied (nu genaamd Drechtsteden, Molenlanden en Gorinchem).

### Vroegere paardentram

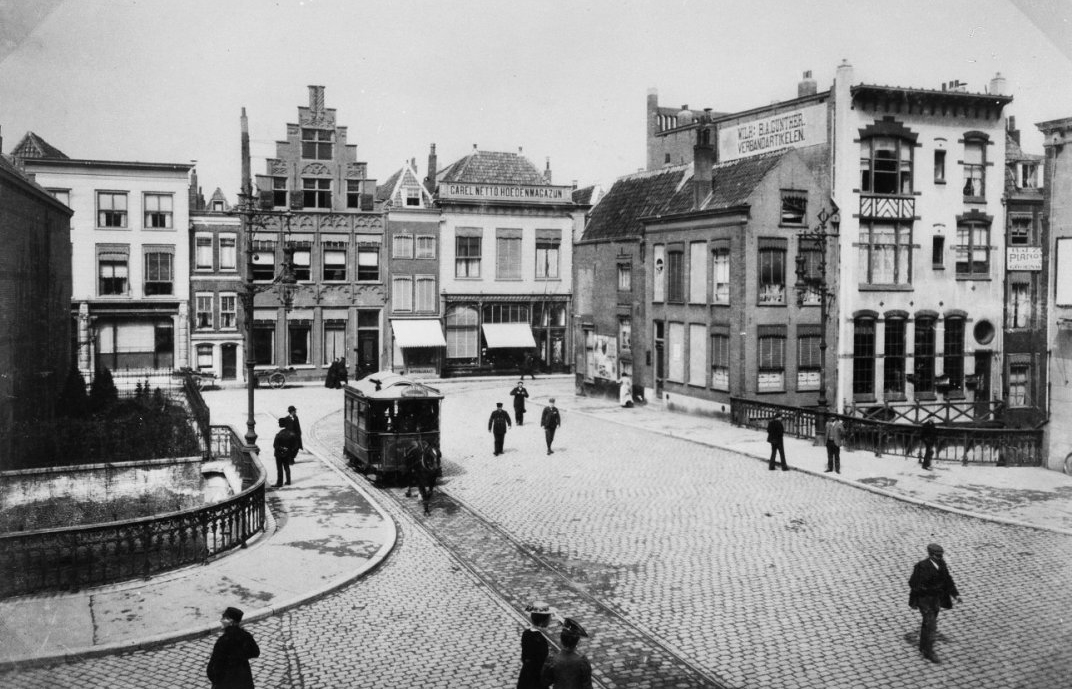
Paardentram omstreeks 1910

Op 23 november 1879 nam de Belgische maatschappij 'Société anonyme Belge des Tramways de Dordrecht' (TD) een normaalsporige paardentramlijn van 1,8 kilometer, tussen Merwekade en het station, in bedrijf. Dit trambedrijf werd op 7 januari 1891 overgenomen door de Rotterdamsche Tramweg Maatschappij (RTM). Er was geen koppeling met de streektramlijnen van de RTM, die echter wel tot Zwijndrecht aan de overkant van de Oude Maas kwamen. De route van de lijn was: Merwekade, Boomstraat, Voorstraat, Nieuwbrug, Wijnstraat, Groenmarkt, Visbrug, Visstraat, Bagijnhof, Johan-de-Wittstraat en Stationsweg. De paardentramlijn werd opgeheven op 16 maart 1919.

## Onderwijs

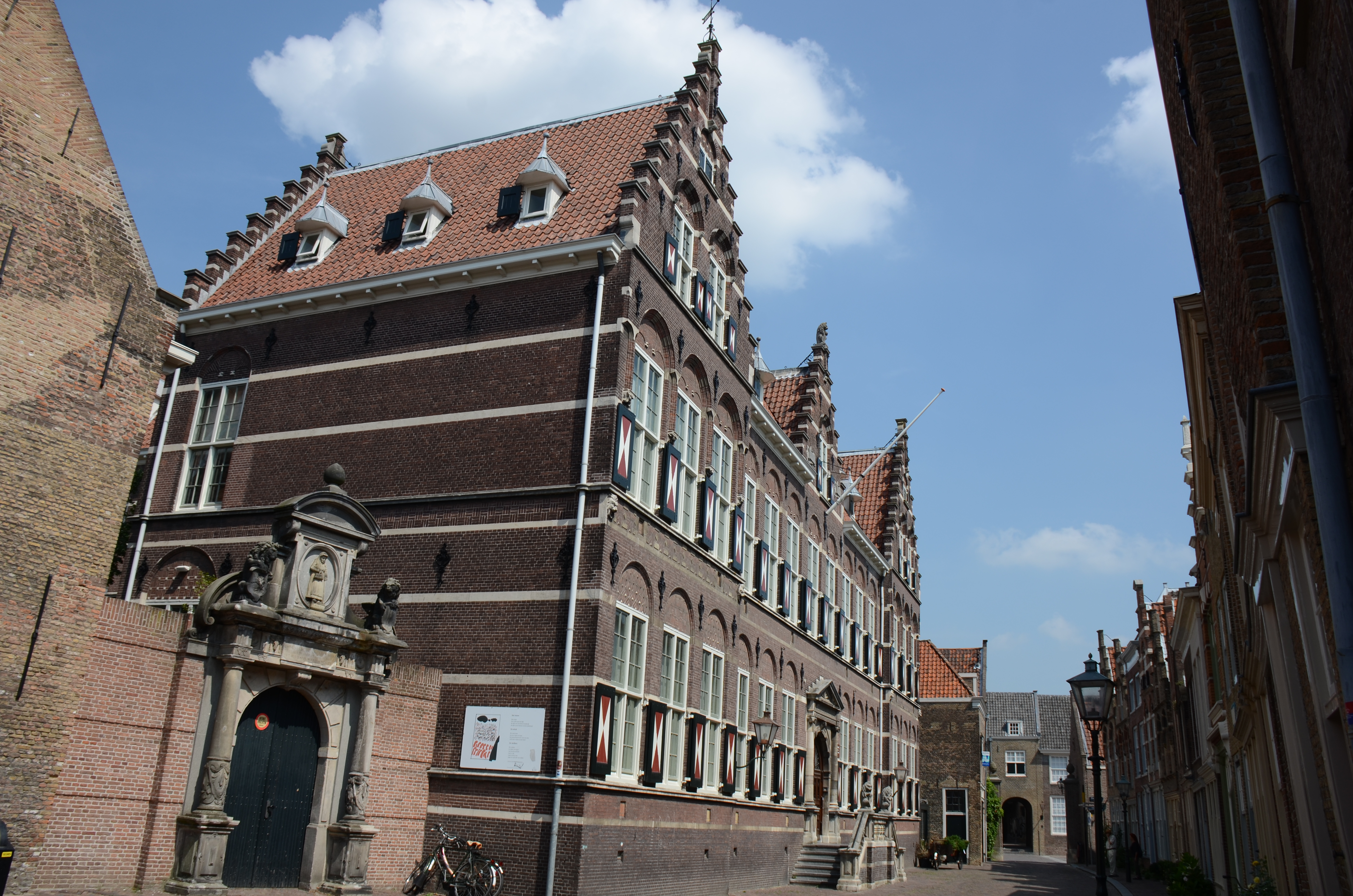
De Statenschool in de Hofstraat

Dordrecht telt anno 2025 in totaal 45 basisscholen, drie scholen voor speciaal basisonderwijs, zeven middelbare scholen, zeven scholen voor speciaal voortgezet onderwijs en zes instellingen voor middelbaar beroepsonderwijs en volwasseneneducatie.
Ook voor voortgezet onderwijs heeft Dordrecht meerdere scholen. De stad herbergt zelfs het oudste gymnasium van Nederland: het Johan de Witt-gymnasium. De school werd opgericht in 1253 als 'Latijnse school'. Ze is vernoemd naar oud-leerling en staatsman Johan de Witt. Het zelfstandige gymnasium telt meer dan 700 leerlingen en is gevestigd aan het Oranjepark.
Er zijn nog meer middelbare scholen in de stad. Het Insula College, onderdeel van de stichting H3O, is een school voor christelijk voortgezet onderwijs van vmbo tot en met gymnasium. Het Stedelijk Dalton Lyceum kent verschillende vestigingen in Dordrecht. Op het Stedelijk Dalton Lyceum wordt onderwijs aangeboden vanaf vmbo tot en met tweetalig gymnasium. Het Wartburg College heeft een vestiging in Dordrecht naast het leerpark. Het onderwijsaanbod van het Wartburg College bestaat uit praktijkonderwijs, vmbo, havo, atheneum en gymnasium. De scholengemeenschap bestaat uit vier locaties, waarvan drie in Rotterdam en één ('Marnix') in Dordrecht. Het Tij is een middelbare school voor speciaal onderwijs cluster 4. Tot slot is er het Wellant College, dat vmbo-onderwijs verzorgt.
In het beroepsonderwijs biedt het ROC Da Vinci College verschillende opleidingen in het Middelbaar beroepsonderwijs aan. In het hoger beroepsonderwijs worden er opleidingen aangeboden door het ROC Da Vinci College, Hogeschool Inholland en Hogeschool Rotterdam.

## Bekende Dordtenaren

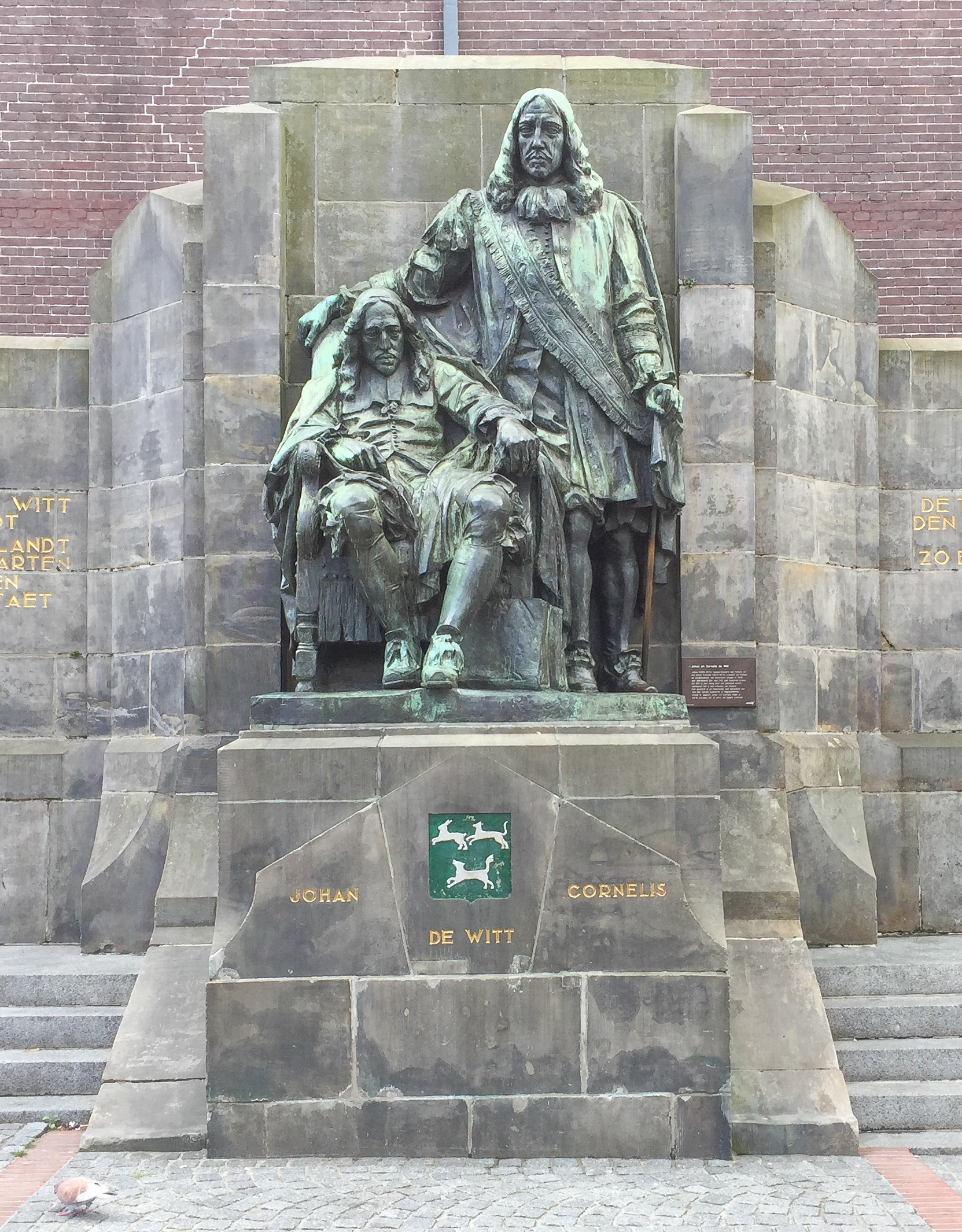
Standbeeld gebroeders De Wit

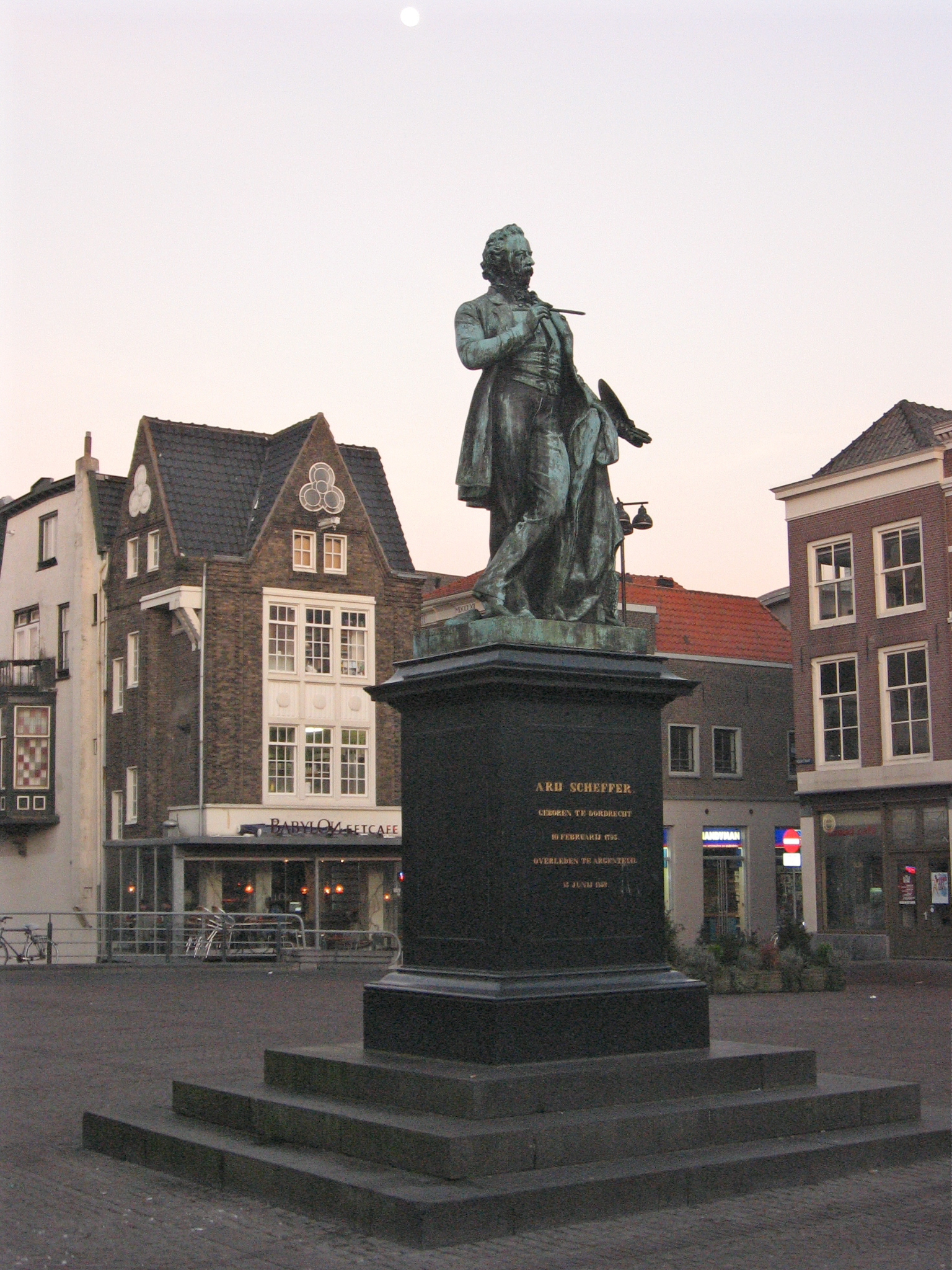
Het Scheffersplein

Een aantal Dordtenaren heeft door de eeuwen heen een bekende status bereikt. De bekendste Dordtenaar is Johan de Witt. Hij was als raadpensionaris van Holland een van de belangrijkste politici van zijn tijd. Op 20 augustus 1672 werd hij met zijn broer Cornelis in Den Haag door een woedende menigte gelyncht. De humanist en geleerde Gerardus Vossius werd weliswaar niet in Dordrecht geboren, maar bracht er wel een deel van zijn leven door. Ook de twee kunstschilders Albert Cuyp en Ary Scheffer hebben een meer dan plaatselijke bekendheid verworven. C. 'Kees" Buddingh' — dichter, schrijver en vertaler — werd in 1918 geboren in Dordrecht en had een sterke binding met de stad. Zo schreef hij een ode aan de stad.
Ook Aelbert Cuyp is een beroemde en vooral in het buitenland bekende Dordtse kunstschilder. De Engelse koning Charles heeft enkele werken van hem in zijn bezit. In Dordrecht is de Aebert Cuypsingel naar hem genoemd.

### Ereburgers van Dordrecht
Enkele tientallen Dordtenaren zijn sinds 1925 onderscheiden met een bronzen of gouden penning en uitgeroepen tot ereburger van Dordrecht. Iemand die 25 jaar gemeenteraadslid is in de stad wordt automatisch ereburger. In andere gevallen moet de persoon voorgedragen worden door het college van B&W, waarna de beslissing ligt bij de gemeenteraad. Het merendeel van de gouden penningen is uitgereikt aan personen die bij het gemeentebestuur werkzaam waren. Enkele van de ereburgers met een gouden penning zijn:
- Simon Marinus Hugo van Gijn, sinds 1926
- dr. Theodoor Stoop, sinds 1926
- Top Naeff, sinds 1953
- Kees Buddingh', sinds 1978
- Jan Eijkelboom, sinds 2001
- Ronald Bandell, sinds 2010

## Fotogalerij

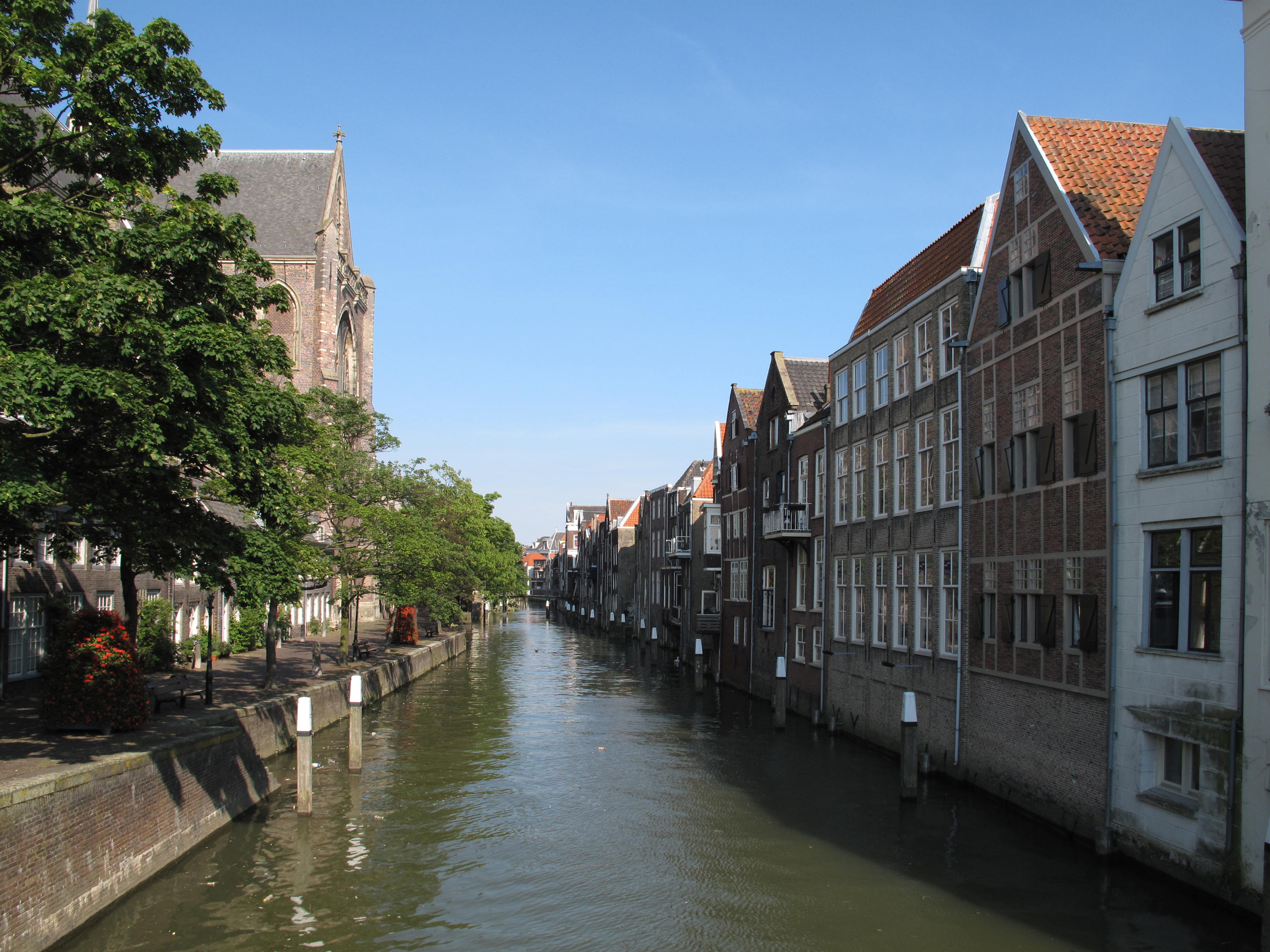
De Pottenkade naast de Grote Kerk aan de Voorstraatshaven
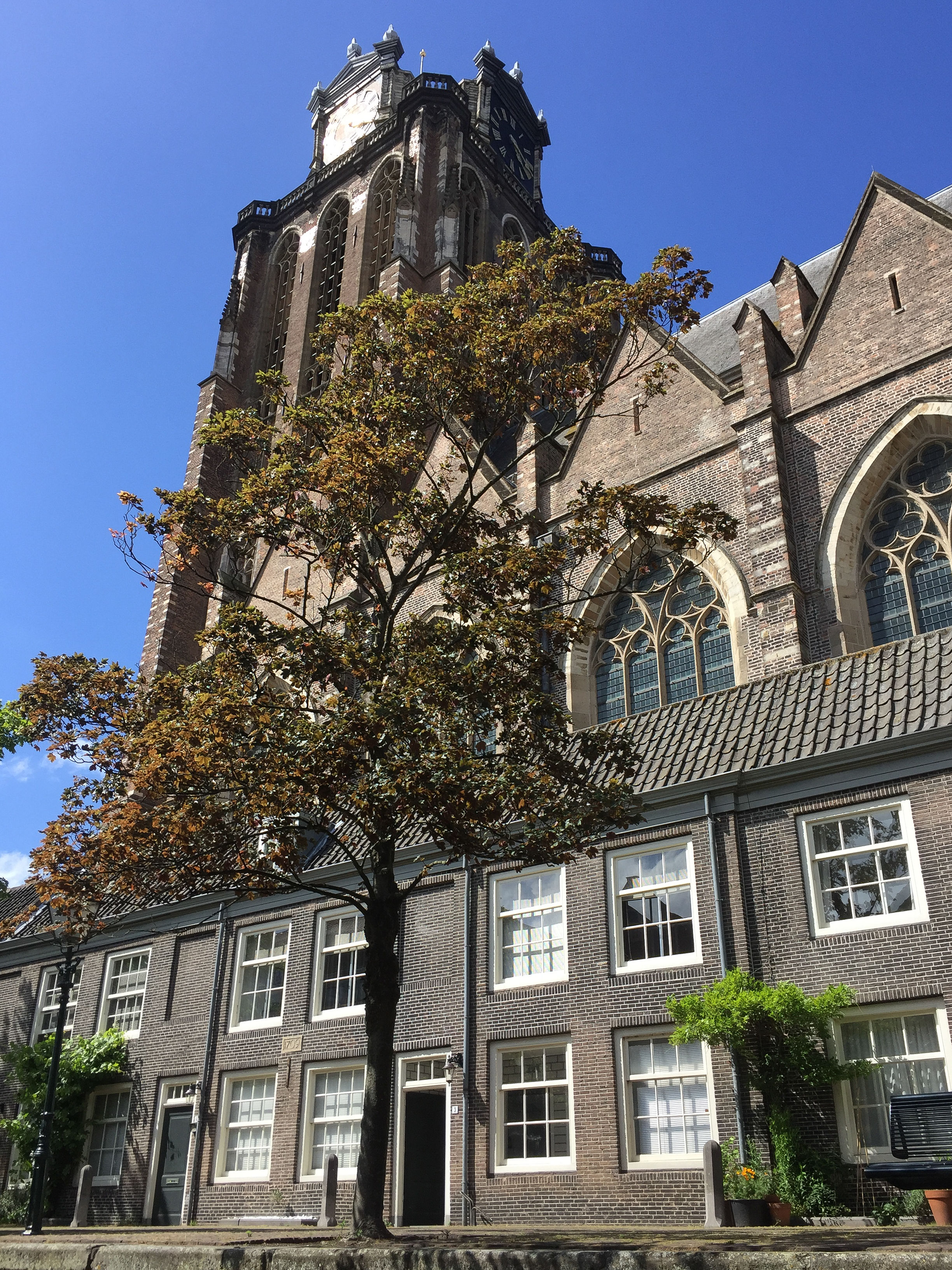
De Grote Kerk gezien van de Voorstraatshaven
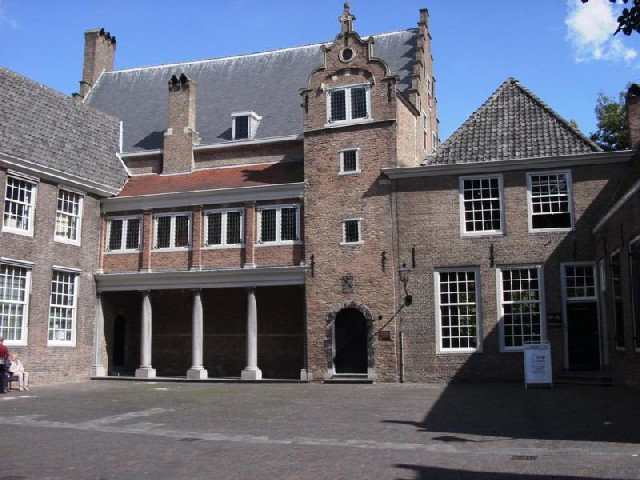
Het Hof
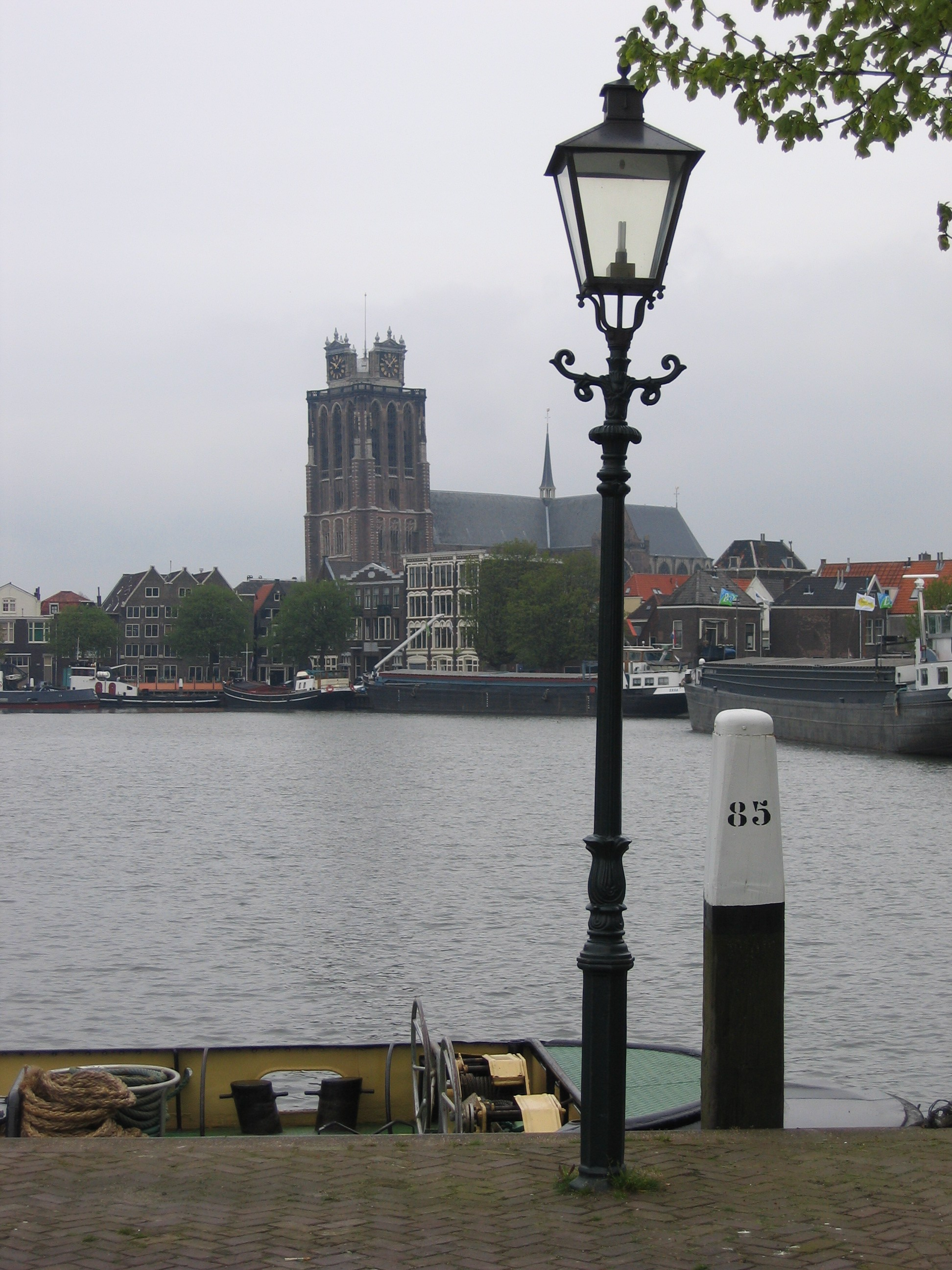
Kalkhaven
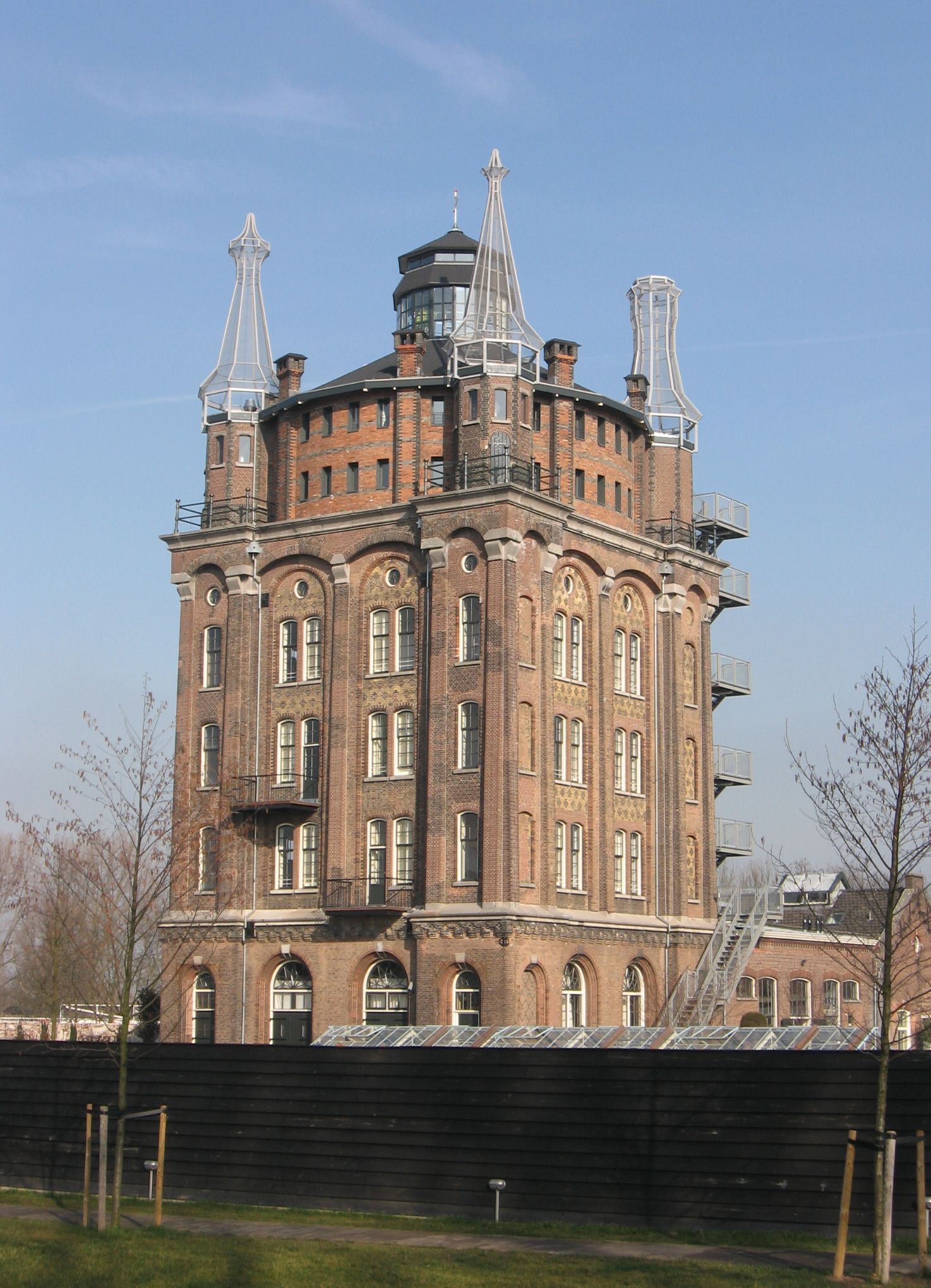
De oude watertoren Villa Augustus
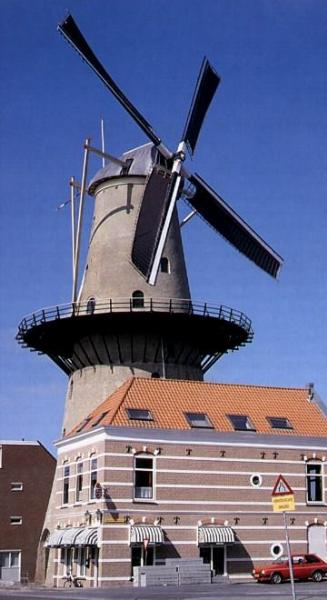
De molen Kyck over den Dyck
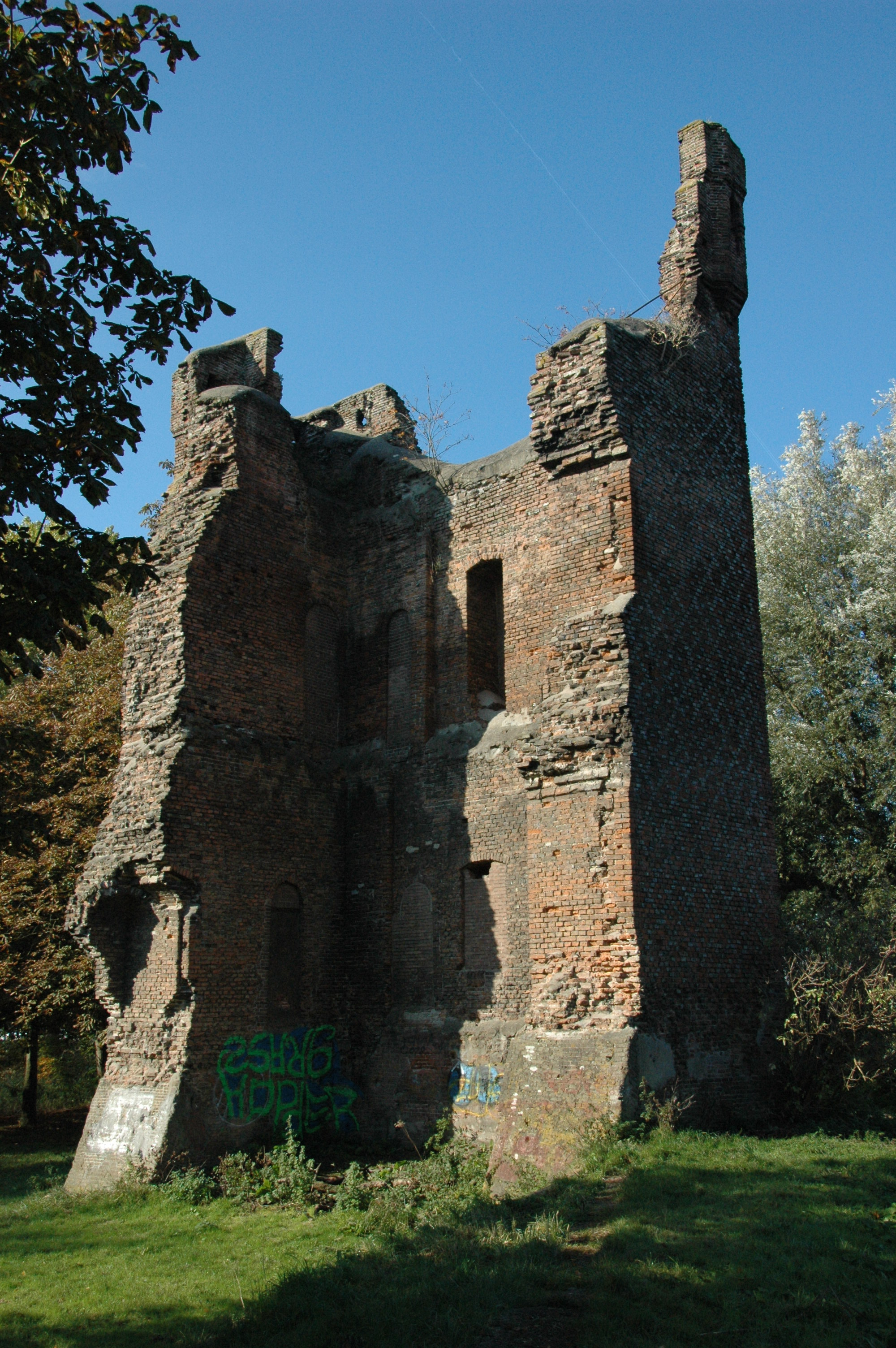
Ruïne van het Kasteel Ter Merwe
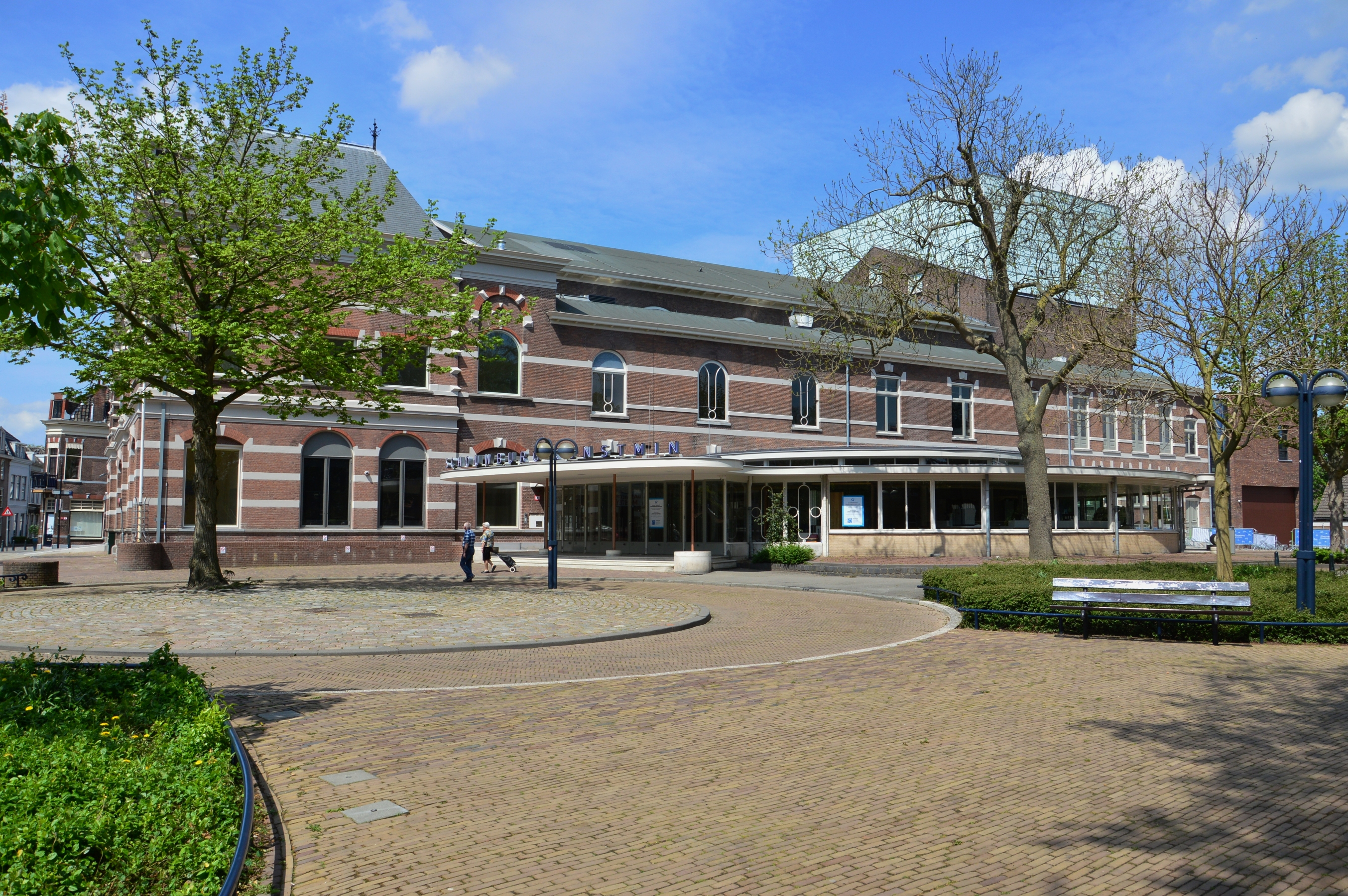
Schouwburg Kunstmin, na de restauratie
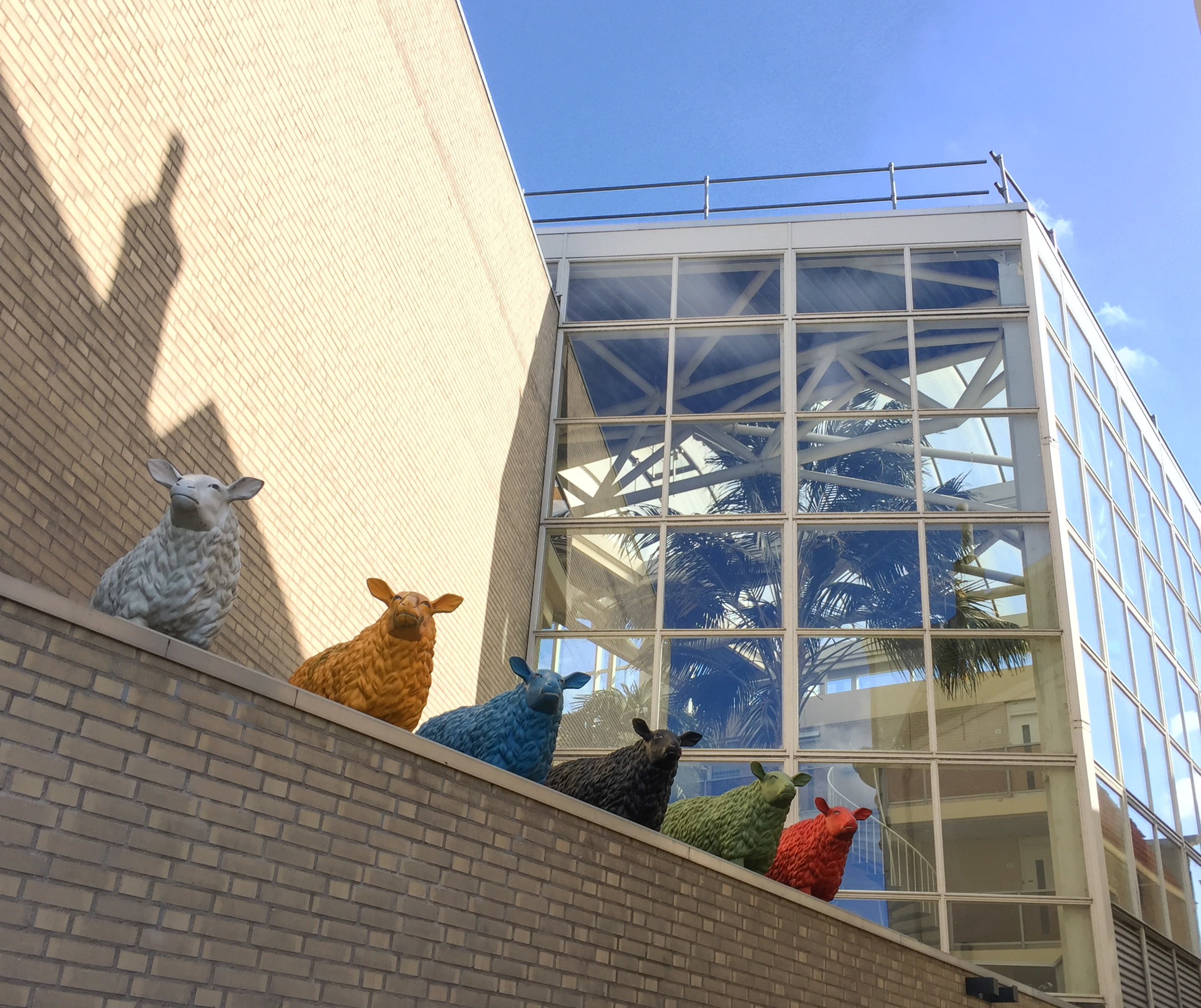
Schapen in de Hoefijzerstraat
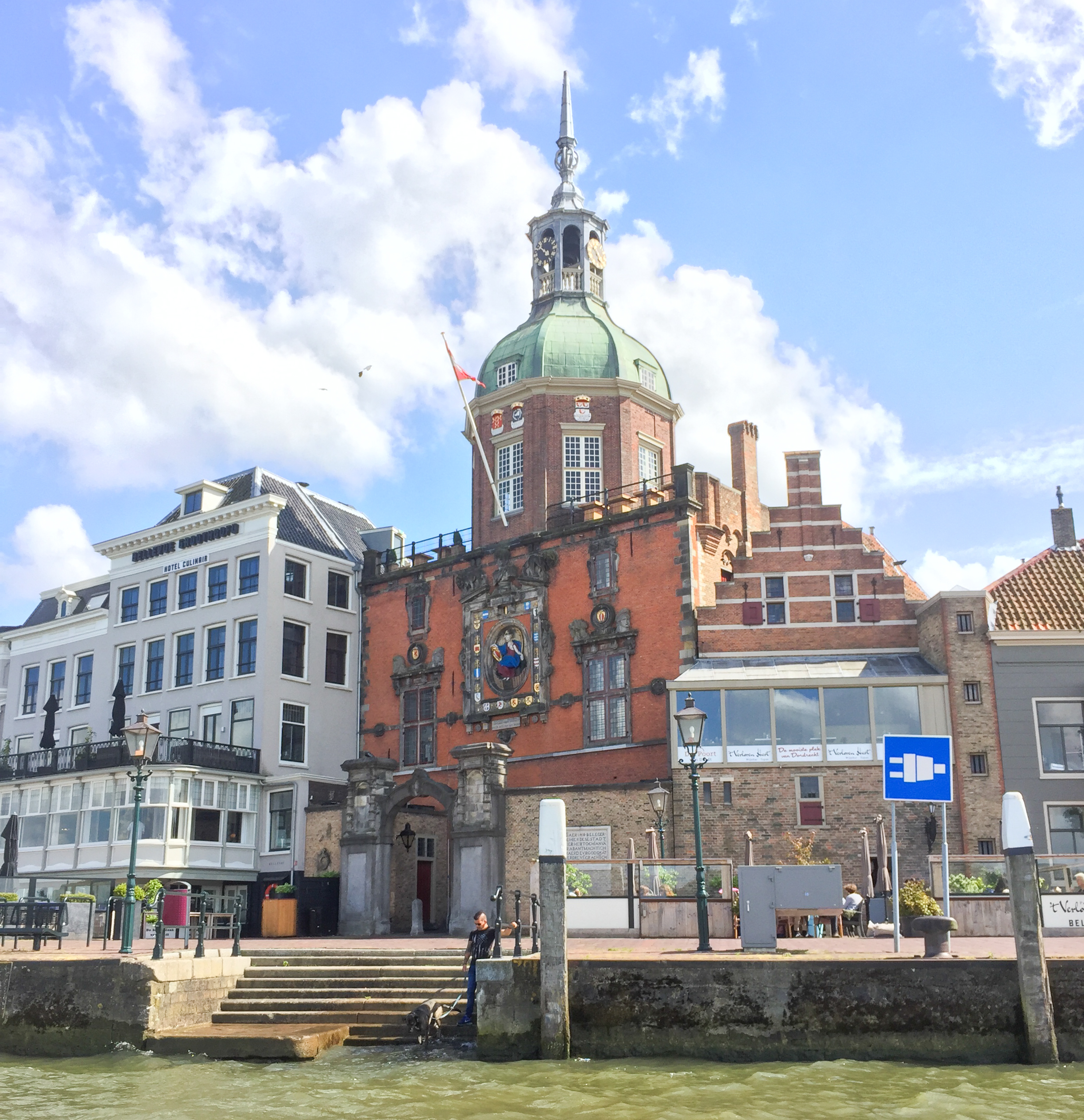
Groothoofdspoort
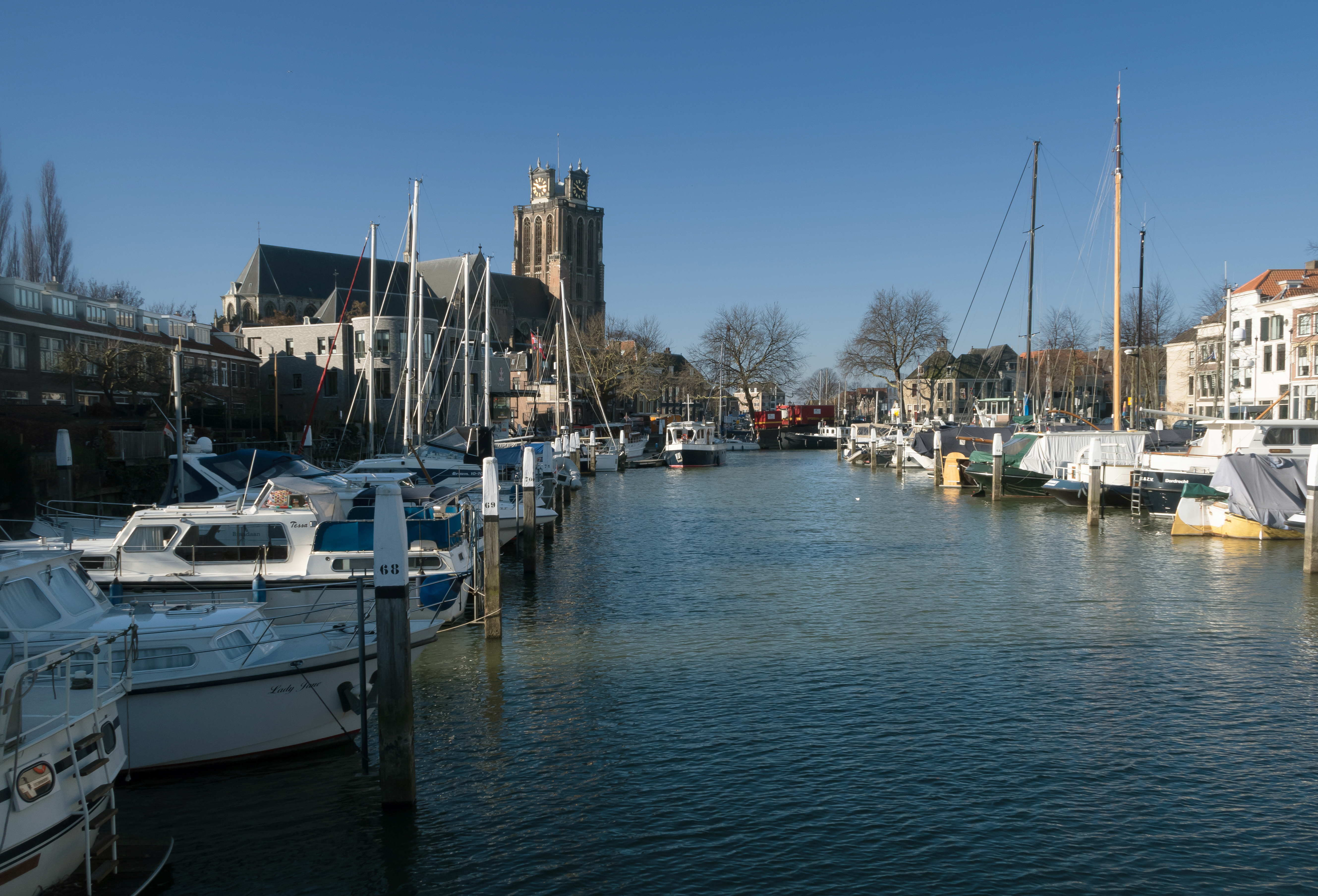
De Grote Kerk vanaf de Lange IJzeren Brug
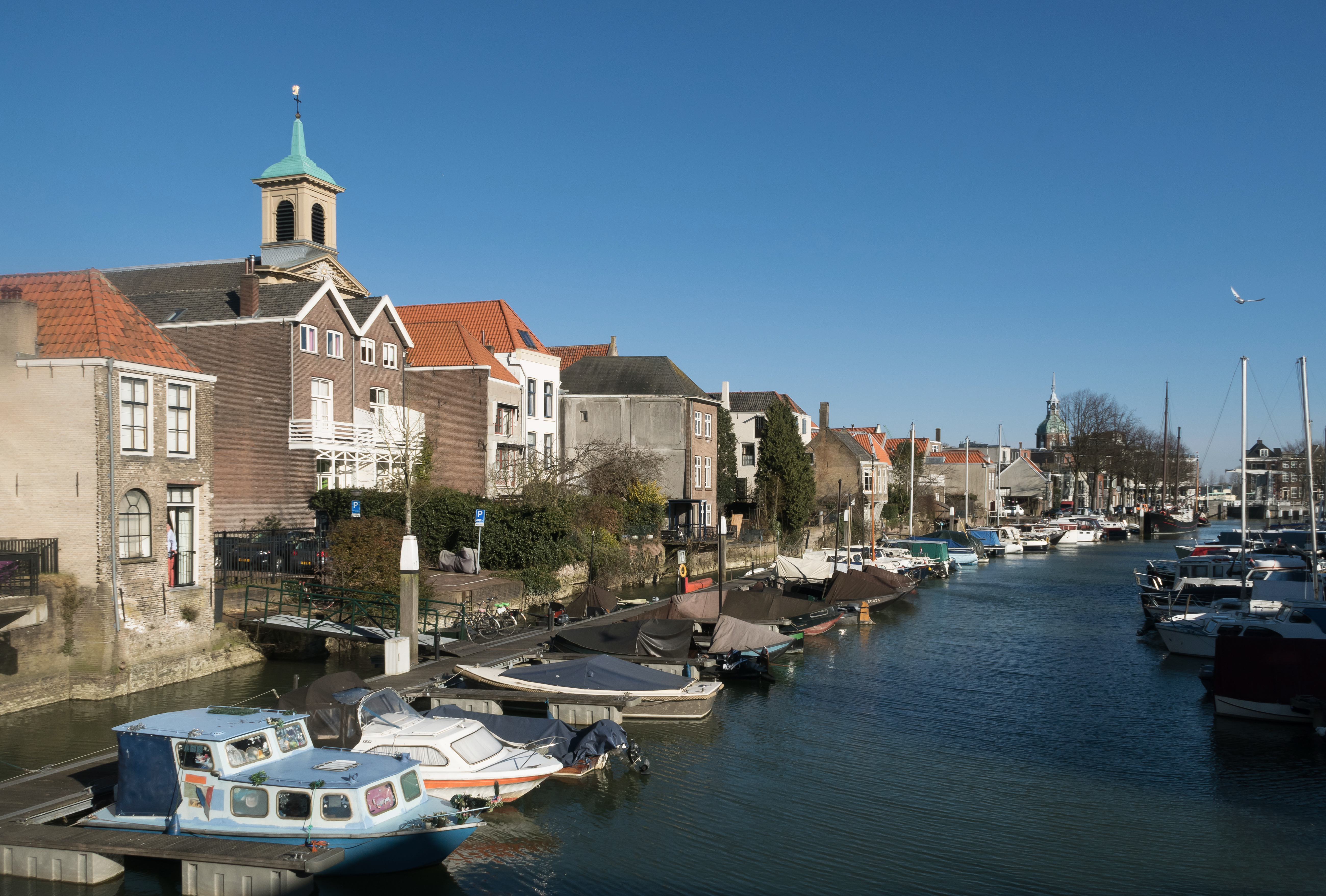
De Wijnhaven met de Bonifatiuskerk
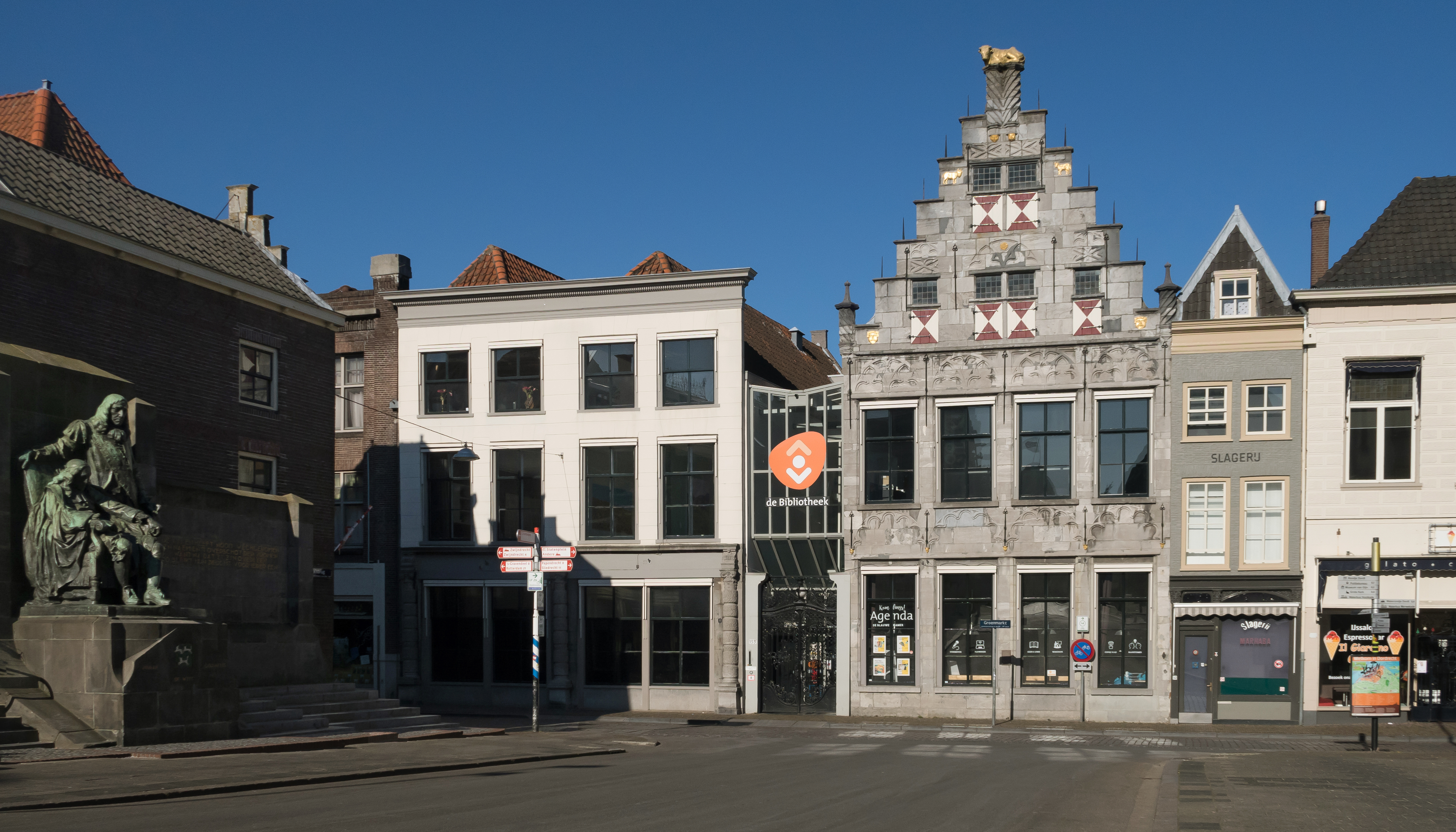
Visbrug-Groenmarkt
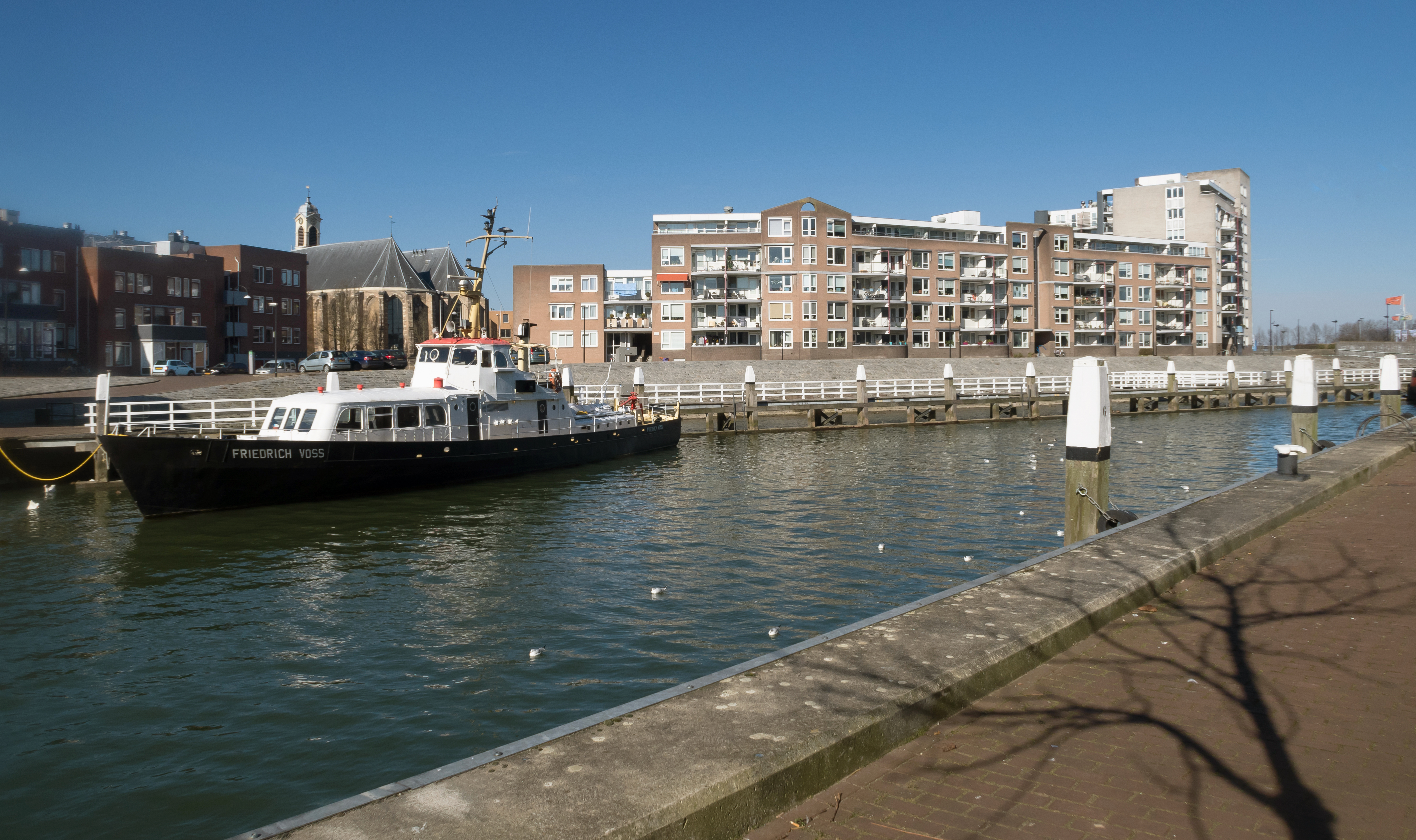
De Friedrich Voss